# Preußische Ostbahn
| Das unter preußischer Ägide errichtete Empfangsgebäude in Braniewo (Braunsberg), heute polnischer Grenzbahnhof zu Russland | |                                                                                      |                                                                                      |
| | |                                                                                      |                                                                                      |
| Streckennummer (DB): | 6006 Berlin–Strausberg 6078 Berlin–Kostrzyn |                                                                                      |                                                                                      |
| Streckennummer: | 0203 Kostrzyn–Tczew 0009 Tczew–Malbork 0204 Malbork–Mamonowo |                                                                                      |                                                                                      |
| Kursbuchstrecke (DB): | 200.50 Berlin–Strausberg 209.26 Berlin–Kostrzyn |                                                                                      |                                                                                      |
| Kursbuchstrecke (PKP): | 345.00 Kostrzyn–Piła 426.00 Piła Gł–Tczew 400.00 Tczew–Malbork 505.00 Malbork–Braniewo                                                                                  |                                                                                      |                                                                                      |
| Kursbuchstrecke: | 115, 117 (1934) |                                                                                      |                                                                                      |
| Streckenlänge: | 724,3 km |                                                                                      |                                                                                      |
| Spurweite: | (Berlin–Kaliningrad) 1435 mm (Braniewo–Kybartai) 1520 mm |                                                                                      |                                                                                      |
| Stromsystem: | (S-Bahn Berlin) 750 V = (Tczew–Bogaczewo) 3 kV = |                                                                                      |                                                                                      |
| Stromsystem: | Berlin-Lichtenberg–Biesdorfer Kreuz Süd-Ost 15 kV, 16,7 Hz ~ |                                                                                      |                                                                                      |
| Streckengeschwindigkeit: | 120 km/h |                                                                                      |                                                                                      |
| Zweigleisigkeit: | Berlin-Lichtenberg–Biesdorfer Kreuz West Herrensee–Rehfelde Trebnitz (Mark) Üst–Seelow-Gusow Küstrin-Kietz W1–Piła Główna Chojnice–Krojanty Gutowiec–Tschernyschewskoje |                                                                                      |                                                                                      |
| | |                                                                                      |                                                                                      |
| \| \| \| Berliner Stadtbahn von Friedrichstraße \| \| \| \| \| Berlin Ostbahnhof \| \| \| \| 0,1 \| Berlin Ostbahnhof (alter Bahnhof) \| Berlin Ostbahnhof (alter Bahnhof) \| \| \| \| Berlin Warschauer Straße \| \| \| \| \| Anschluss Bahnbetriebswerk Warschauer Str \| \| \| \| \| zur Ringbahn \| \| \| \| 2,3 \| Berlin Ostkreuz Ringbahn \| Berlin Ostkreuz Ringbahn \| \| \| \| nach Frankfurt (Oder) \| \| \| \| \| Verbindung Ringbahn–Rummelsburg \| \| \| \| 3,4 \| Berlin Nöldnerplatz \| Berlin Nöldnerplatz \| \| \| \| von der Ringbahn \| \| \| \| 4,7 \| Berlin-Lichtenberg \| Berlin-Lichtenberg \| \| \| \| nach Werneuchen \| \| \| \| 6,2 \| Berlin-Friedrichsfelde Ost \| Berlin-Friedrichsfelde Ost \| \| \| 6,3 \| zum Außenring \| zum Außenring \| \| \| \| \| \| \| \| \| \| \| \| \| \| S-Bahn nach Springpfuhl \| \| \| \| \| Biesdorfer Kreuz Außenring \| \| \| \| 8,5 \| vom Außenring \| vom Außenring \| \| \| 8,6 \| Berlin-Biesdorf \| Berlin-Biesdorf \| \| \| \| von Rummelsburg (jetzt U-Bahn) \| \| \| \| 9,8 \| Berlin Wuhletal \| Berlin Wuhletal \| \| \| 10,811,7 \| Berlin-Kaulsdorf \| Berlin-Kaulsdorf \| \| \| 12,3 \| Berlin-Mahlsdorf \| Berlin-Mahlsdorf \| \| \| \| Landesgrenze Berlin / Brandenburg \| \| \| \| 14,9 \| Birkenstein \| Birkenstein \| \| \| 16,6 \| Hoppegarten (Mark) \| Hoppegarten (Mark) \| \| \| \| \| \| \| \| \| Anschluss Altlandsberger Kleinbahn \| \| \| \| 18,4 \| Neuenhagen (b Berlin) \| Neuenhagen (b Berlin) \| \| \| 21,2 \| Fredersdorf Rbf \| Fredersdorf Rbf \| \| \| 22,7 \| Fredersdorf (b Berlin) \| Fredersdorf (b Berlin) \| \| \| \| nach Rüdersdorf \| \| \| \| 24,6 \| Petershagen Nord \| Petershagen Nord \| \| \| \| Anschluss Strausberger Eisenbahn \| \| \| \| 27,6 \| Strausberg \| Strausberg \| \| \| \| \| \| \| \| \| nach Herzfelde und Strausberg Nord \| \| \| \| \| \| \| \| \| 31,2 \| Herrensee \| Herrensee \| \| \| 33,7 \| Rehfelde \| Rehfelde \| \| \| 41,6 \| Rotes Luch \| Rotes Luch \| \| \| \| Anschluss Buckower Kleinbahn \| \| \| \| 45,8 \| Müncheberg (Mark) \| Müncheberg (Mark) \| \| \| \| Anschluss Müncheberger Kleinbahn \| \| \| \| 50,7 \| Obersdorf \| Obersdorf \| \| \| 53,5 \| Trebnitz (Mark) Haltepunkt und Überleitstelle \| Trebnitz (Mark) Haltepunkt und Überleitstelle \| \| \| 58,4 \| Alt Rosenthal \| Alt Rosenthal \| \| \| 63,5 \| Seelow-Gusow \| Seelow-Gusow \| \| \| 67,2 \| Werbig Eberswalde–Frankfurt (Oder) \| Werbig Eberswalde–Frankfurt (Oder) \| \| \| \| von Letschin \| \| \| \| 68,3 \| Werbig Gbf \| Werbig Gbf \| \| \| \| Bahnstrecke Fürstenwalde–Wriezen \| \| \| \| \| von Dolgelin \| \| \| \| 74,5 \| Golzow (Oderbruch) \| Golzow (Oderbruch) \| \| \| 77,1 \| Gorgast \| Gorgast \| \| \| \| Alte Oder \| \| \| \| \| von und nach Frankfurt (Oder) \| \| \| \| 81,0 \| Küstrin-Kietz \| Küstrin-Kietz \| \| \| \| Odervorfluter \| \| \| \| 82,5 \| Küstrin Altstadt \| Küstrin Altstadt \| \| \| 82,990342,274 \| Oderbrücke, Staatsgrenze Deutschland / Polen \| Oderbrücke, Staatsgrenze Deutschland / Polen \| \| \| \| Warthe \| \| \| \| \| Abzweig Kostrzyn R 572/T15 (nach Chojna) \| \| \| \| 340,4 \| Kostrzyn (Küstrin) Wrocław–Szczecin \| Kostrzyn (Küstrin) Wrocław–Szczecin \| \| \| \| von und nach Chojna \| \| \| \| \| u. a. Abzweig Kostrzyn R 5 \| \| \| \| \| nach Grzmiąca \| \| \| \| 335,0 \| Dąbroszyn (Tamsel) \| Dąbroszyn (Tamsel) \| \| \| 329,6 \| Kamień Mały (Stolberg [Neum]) \| Kamień Mały (Stolberg [Neum]) \| \| \| 321,0 \| Witnica (Vietz) \| Witnica (Vietz) \| \| \| 313,8 \| Nowiny Wielkie (Döllensradung) \| Nowiny Wielkie (Döllensradung) \| \| \| 308,2 \| Bogdaniec (Düringshof) \| Bogdaniec (Düringshof) \| \| \| 305,0 \| Łupowo (Loppow) \| Łupowo (Loppow) \| \| \| 300,6 \| Gorzów Wlkp. Wieprzyce (Wepritz) \| Gorzów Wlkp. Wieprzyce (Wepritz) \| \| \| \| von Myślibórz \| \| \| \| \| Landsberg (Warthe) Gbf \| \| \| \| 297,1 \| Gorzów Wielkopolski (Landsberg [Warthe]) \| Gorzów Wielkopolski (Landsberg [Warthe]) \| \| \| \| nach Zbąszynek \| \| \| \| 293,3 \| Wawrów (Lorenzdorf) \| Wawrów (Lorenzdorf) \| \| \| 291,1 \| Czechów (Zechow) \| Czechów (Zechow) \| \| \| 283,9 \| Santok (Zantoch) \| Santok (Zantoch) \| \| \| 276,3 \| Górki Noteckie (Gurkow) \| Górki Noteckie (Gurkow) \| \| \| 271,5 \| Sarbiewo (Mückenburg [Neum]) \| Sarbiewo (Mückenburg [Neum]) \| \| \| \| von Strzelce Krajeńskie (Friedeberg) \| \| \| \| \| \| \| \| \| 268,2 \| Strzelce Krajeńskie Wschód (Friedeberg [Neum]) \| Strzelce Krajeńskie Wschód (Friedeberg [Neum]) \| \| \| \| \| \| \| \| 261,5 \| Stare Kurowo (Altkarbe) \| Stare Kurowo (Altkarbe) \| \| \| 251,0 \| Nowe Drezdenko (Driesen-Vordamm) \| Nowe Drezdenko (Driesen-Vordamm) \| \| \| \| von Skwierzyna \| \| \| \| 244,9 \| Stare Bielice Altbeelitz \| Stare Bielice Altbeelitz \| \| \| \| Grenze w. lubuskie / w. wielkopolskie \| \| \| \| \| von Stargard Szczeciński \| \| \| \| 237,9 \| Krzyż (Kreuz [Ostbahn]) \| Krzyż (Kreuz [Ostbahn]) \| \| \| \| nach Poznań und Wałcz \| \| \| \| 226,4 \| Wieleń Północny (Filehne Nord) \| Wieleń Północny (Filehne Nord) \| \| \| 214,0 \| Biernatowo (Ascherbude) \| Biernatowo (Ascherbude) \| \| \| 209,2 \| Siedlisko Czarnkowskie (Stieglitz) \| Siedlisko Czarnkowskie (Stieglitz) \| \| \| 202,1 \| Trzcianka (Schönlanke) \| Trzcianka (Schönlanke) \| \| \| 197,4 \| Biała Pilska (Behle) \| Biała Pilska (Behle) \| \| \| 188,3 \| Stobno (Stöwen [Netzekreis]) \| Stobno (Stöwen [Netzekreis]) \| \| \| \| Kattun \| \| \| \| \| von Szczecinek und Ulikowo \| \| \| \| \| Schneidemühl Vbf \| \| \| \| 179,5 \| Piła Główna (Schneidemühl) \| Piła Główna (Schneidemühl) \| \| \| \| nach Czarnków \| \| \| \| \| nach Poznań und Bydgoszcz \| \| \| \| 176,0 \| Piła Podlasie \| Piła Podlasie \| \| \| 173,1 \| Płociczno (Albertsruh) \| Płociczno (Albertsruh) \| \| \| 167,3 \| Skórka (Schönfeld [Grenzm]) \| Skórka (Schönfeld [Grenzm]) \| \| \| 161,5 \| Dolnik (Wittenburg [Ostb]) \| Dolnik (Wittenburg [Ostb]) \| \| \| 156,0 \| Krajenka (Krojanke) \| Krajenka (Krojanke) \| \| \| \| von Wałcz \| \| \| \| 147,1 \| Złotów (Flatow [Grenzm]) \| Złotów (Flatow [Grenzm]) \| \| \| \| nach Więcbork \| \| \| \| 138,3 \| Zakrzewo Złotowskie (Buschdorf [Kr Flatow]) \| Zakrzewo Złotowskie (Buschdorf [Kr Flatow]) \| \| \| 126,4 \| Lipka Krajeńska (Linde) \| Lipka Krajeńska (Linde) \| \| \| \| Grenze w. wielkopolskie / w. pomorskie \| \| \| \| 115,1 \| Bukowo Człuchowskie (Buchholz [Grenzm]) \| Bukowo Człuchowskie (Buchholz [Grenzm]) \| \| \| 108,0 \| Wierzchowo Człuchowskie (Firchau) \| Wierzchowo Człuchowskie (Firchau) \| \| \| 104,2 \| Moszczenica Pomorska (Mosnitz) \| Moszczenica Pomorska (Mosnitz) \| \| \| \| von Szczecinek und Więcbork \| \| \| \| 96,2 \| Chojnice (Konitz) \| Chojnice (Konitz) \| \| \| \| nach Kościerzyna und Tuchola \| \| \| \| 90,1 \| Krojanty (Krojanken) \| Krojanty (Krojanken) \| \| \| 84,1 \| Rytel (Rittel) \| Rytel (Rittel) \| \| \| 80,8 \| Rytel Wieś \| Rytel Wieś \| \| \| 74,7 \| Gutowiec (Guttowitz) \| Gutowiec (Guttowitz) \| \| \| 67,0 \| Czersk (Czersk) \| Czersk (Czersk) \| \| \| \| nach Kościerzyna und Bydgoszcz \| \| \| \| \| Kościerzyna–Bydgoszcz \| \| \| \| 59,9 \| Łąg (Long) \| Łąg (Long) \| \| \| 56,1 \| Czarna Woda (Schwarzwasser) \| Czarna Woda (Schwarzwasser) \| \| \| \| Kamienna Karczma (Steinkrug) \| \| \| \| 46,9 \| Kaliska (Dreidorf) \| Kaliska (Dreidorf) \| \| \| 42,3 \| Bytonia \| Bytonia \| \| \| 39,4 \| Zblewo (Hochstüblau) \| Zblewo (Hochstüblau) \| \| \| 36,0 \| Pinczyn \| Pinczyn \| \| \| 32,7 \| Piesienice (Pischnitz) \| Piesienice (Pischnitz) \| \| \| \| von Skarszewy \| \| \| \| 24,0 \| Starogard Gdański (Preußisch Stargard) \| Starogard Gdański (Preußisch Stargard) \| \| \| \| nach Kwidzyn \| \| \| \| 17,5 \| Szpęgawsk \| Szpęgawsk \| \| \| 12,8 \| Swarożyn (Swaroschin) \| Swarożyn (Swaroschin) \| \| \| 5,4 \| Rokitki Tczewskie \| Rokitki Tczewskie \| \| \| \| Lunau \| \| \| \| \| von Bydgoszcz \| \| \| \| 3,6 \| Tczew Suchostrzygi \| Tczew Suchostrzygi \| \| \| 2,1 \| von und nach Gdańsk \| von und nach Gdańsk \| \| \| 0,0296,2 \| Tczew (Dirschau) \| Tczew (Dirschau) \| \| \| 295,2 \| von und nach Bydgoszcz \| von und nach Bydgoszcz \| \| \| \| Most Lisewski \| \| \| \| 293,8 \| Lisewo (Liessau [Westpr]) \| Lisewo (Liessau [Westpr]) \| \| \| \| Anschluss Żuławska Kolej Dojazdowa \| \| \| \| 286,7 \| Szymankowo (Simonsdorf) \| Szymankowo (Simonsdorf) \| \| \| \| Anschluss Żuławska Kolej Dojazdowa \| \| \| \| 279,6 \| Malbork Kałdowo (Kalthof) \| Malbork Kałdowo (Kalthof) \| \| \| \| Anschluss Żuławska Kolej Dojazdowa \| \| \| \| \| Nogat \| \| \| \| 277,90,3 \| Malbork (Marienburg) \| Malbork (Marienburg) \| \| \| \| nach Kwidzyn (Marienwerder) \| \| \| \| \| nach Warszawa und Olsztyn \| \| \| \| 5,0 \| Królewo Malborskie \| Królewo Malborskie \| \| \| 11,0 \| Stare Pole (Altfelde) \| Stare Pole (Altfelde) \| \| \| \| Grenze w. pomorskie / w. warmińsko-mazurskie \| \| \| \| 14,3 \| Fiszewo (Fischau) \| Fiszewo (Fischau) \| \| \| 18,7 \| Gronowo Elbląskie (Grunau [Westpreußen]) \| Gronowo Elbląskie (Grunau [Westpreußen]) \| \| \| \| von Ostróda (Osterode) \| \| \| \| 26,6 \| Abz. Tropy von Braniewo (Braunsberg) \| Abz. Tropy von Braniewo (Braunsberg) \| \| \| \| \| \| \| \| 29,0 \| Elbląg (Elbing) Beginn Breitspurstrecke \| Elbląg (Elbing) Beginn Breitspurstrecke \| \| \| 37,2 \| Komorowo Żuławskie (Kämmersdorf) \| Komorowo Żuławskie (Kämmersdorf) \| \| \| 41,3 \| Bogaczewo (Güldenboden) \| Bogaczewo (Güldenboden) \| \| \| \| nach Morąg (Mohrungen) \| \| \| \| 49,6 \| Stegny (Steegen [Ostpr]) \| Stegny (Steegen [Ostpr]) \| \| \| 53,7 \| Słobity (Schlobitten) \| Słobity (Schlobitten) \| \| \| 60,8 \| Młynary (Mühlhausen [Ostpr]) \| Młynary (Mühlhausen [Ostpr]) \| \| \| 65,6 \| Kurowo Braniewskie (Kurau) \| Kurowo Braniewskie (Kurau) \| \| \| 71,2 \| Chruściel (Tiedmannsdorf) \| Chruściel (Tiedmannsdorf) \| \| \| 79,0 \| Bemowizna (Böhmenhöfen) \| Bemowizna (Böhmenhöfen) \| \| \| \| von Elbląg (Elbing) \| \| \| \| \| von Pieniężno (Mehlsack) \| \| \| \| 83,7 \| Braniewo (Braunsberg) \| Braniewo (Braunsberg) \| \| \| 90,61339,7 \| Staatsgrenze Polen / Russland \| Staatsgrenze Polen / Russland \| \| \| 1334,6 \| Mamonowo (Heiligenbeil) \| Mamonowo (Heiligenbeil) \| \| \| \| nach Bagrationowsk (Preußisch Eylau) \| \| \| \| 1333,0 \| O.p. 1333 km \| O.p. 1333 km \| \| \| \| Snamenka Nowaja (Groß Hoppenbruch) \| \| \| \| \| Primorskoje Nowoje (Wolittnick) \| \| \| \| \| O.p. Sosnowy Bor (Schölen) \| \| \| \| 1314,1 \| Laduschkin (Ludwigsort) \| Laduschkin (Ludwigsort) \| \| \| 1312,0 \| O.p. 1312 km \| O.p. 1312 km \| \| \| \| Pörschken \| \| \| \| \| Nowo-Moskowskoje (Poplitten) \| \| \| \| 1307,0 \| O.p. 1307 km \| O.p. 1307 km \| \| \| 1305,0 \| O.p. 1305 km \| O.p. 1305 km \| \| \| \| von Olsztyn \| \| \| \| \| Swetloje (Kobbelbude) \| \| \| \| 1296,0 \| Golubewo (Seepothen) \| Golubewo (Seepothen) \| \| \| \| Laskino (Godrienen) \| \| \| \| \| Kaliningrad-Mamonowski (Prappeln) \| \| \| \| \| O.p. Kijewskaja (Königsberg-Ponarth) \| \| \| \| \| \| \| \| \| \| Kaliningrad-Sort. \| \| \| \| \| von Kaliningrad Sewerny \| \| \| \| 1285,0 \| Kaliningrad-Pass. (Königsberg [Pr] Hbf) \| Kaliningrad-Pass. (Königsberg [Pr] Hbf) \| \| \| \| \| \| \| \| \| von und nach Bagrationowsk (Preußisch Eylau) \| \| \| \| 1279,0 \| O.p. Aiwasowski (Königsberg-Seligenfeld) \| O.p. Aiwasowski (Königsberg-Seligenfeld) \| \| \| 1275,5 \| Lugowoje Nowoje (Gutenfeld (Ostpr)) \| Lugowoje Nowoje (Gutenfeld (Ostpr)) \| \| \| 1265,3 \| Komsomolsk Sapadny (Löwenhagen) \| Komsomolsk Sapadny (Löwenhagen) \| \| \| \| nach Węgorzewo \| \| \| \| 1257,0 \| Oserki Nowyje (Groß Lindenau) \| Oserki Nowyje (Groß Lindenau) \| \| \| 1245,1 \| Gwardeisk (Tapiau) \| Gwardeisk (Tapiau) \| \| \| \| Wehlau–Friedländer Kreisbahnen \| \| \| \| 1235,3 \| Snamensk (Wehlau [Ostpr]) \| Snamensk (Wehlau [Ostpr]) \| \| \| \| nach Prawdinsk \| \| \| \| \| Puschkarjowo (Puschdorf) \| \| \| \| \| Lehwald \| \| \| \| 1213,9 \| Meschduretschje (Norkitten) \| Meschduretschje (Norkitten) \| \| \| 1206,8 \| Pastuchowo-Nowoje (Waldhausen) \| Pastuchowo-Nowoje (Waldhausen) \| \| \| \| von Bolschakowo (Groß Skaisgirren/Kreuzingen) \| \| \| \| \| von Schelesnodoroschny (Gerdauen) \| \| \| \| 1195,6 \| Tschernjachowsk (Insterburg) \| Tschernjachowsk (Insterburg) \| \| \| \| nach Sowetsk (Tilsit) \| \| \| \| \| von und nach Sowetsk (Tilsit) \| \| \| \| \| Pendrinnen/Pendershof \| \| \| \| \| Wessjolowka (Judtschen/Kanthausen) \| \| \| \| \| \| \| \| \| \| von Osjorsk (Darkehmen/Angerapp) und von Tschistye Prudy (Tollmingkehmen/Tollmingen) \| \| \| \| \| \| \| \| \| 1170,4 \| Gussew (Gumbinnen) \| Gussew (Gumbinnen) \| \| \| \| Podgorowka (Groß Baitschen) \| \| \| \| \| Diwnoje Nowoje (Trakehnen) \| \| \| \| \| von Sowetsk (Tilsit) \| \| \| \| 1144,9 \| Nesterow (Stallupönen/Ebenrode) \| Nesterow (Stallupönen/Ebenrode) \| \| \| \| nach Krasnolessje (Rominten/Hardteck) \| \| \| \| \| Tschernyschewskoje (Eydtkuhnen/Eydtkau) \| \| \| \| 1133,9 \| Staatsgrenze Russland / Litauen \| Staatsgrenze Russland / Litauen \| \| \| \| Kybartai (Wirballen) \| \| \| \| \| nach Kaunas \| \| | |                                                                                      |                                                                                      |
| Strecke | | Berliner Stadtbahn von Friedrichstraße                                               | Berliner Stadtbahn von Friedrichstraße                                               |
| S-Bahnhof | | Berlin Ostbahnhof                                                                    | Berlin Ostbahnhof                                                                    |
| Strecke · Kopfbahnhof Streckenanfang (Strecke außer Betrieb) | 0,1 | Berlin Ostbahnhof (alter Bahnhof)                                                    | Berlin Ostbahnhof (alter Bahnhof)                                                    |
| S-Bahnhof · Strecke (außer Betrieb) | | Berlin Warschauer Straße                                                             | Berlin Warschauer Straße                                                             |
| Strecke · Abzweig ehemals geradeaus und von links | | Anschluss Bahnbetriebswerk Warschauer Str                                            | Anschluss Bahnbetriebswerk Warschauer Str                                            |
| Abzweig geradeaus, nach rechts und ehemals nach links · Kreuzung geradeaus unten (Querstrecke außer Betrieb) | | zur Ringbahn                                                                         | zur Ringbahn                                                                         |
| Turm-S-Bahnhof geradeaus unten · Turmbahnhof geradeaus unten | 2,3 | Berlin Ostkreuz Ringbahn                                                             | Berlin Ostkreuz Ringbahn                                                             |
| Abzweig geradeaus und nach rechts · Strecke | | nach Frankfurt (Oder)                                                                | nach Frankfurt (Oder)                                                                |
| Kreuzung geradeaus unten · Kreuzung geradeaus unten | | Verbindung Ringbahn–Rummelsburg                                                      | Verbindung Ringbahn–Rummelsburg                                                      |
| S-Bahn-Halt · Strecke | 3,4 | Berlin Nöldnerplatz                                                                  | Berlin Nöldnerplatz                                                                  |
| Strecke · Abzweig geradeaus und von links | | von der Ringbahn                                                                     | von der Ringbahn                                                                     |
| S-Bahnhof · Bahnhof | 4,7 | Berlin-Lichtenberg                                                                   | Berlin-Lichtenberg                                                                   |
| Strecke · Abzweig geradeaus und ehemals nach links | | nach Werneuchen                                                                      | nach Werneuchen                                                                      |
| S-Bahn-Halt · Strecke | 6,2 | Berlin-Friedrichsfelde Ost                                                           | Berlin-Friedrichsfelde Ost                                                           |
| Kreuzung geradeaus unten · Abzweig geradeaus, nach links und nach rechts | 6,3 | zum Außenring                                                                        | zum Außenring                                                                        |
| Strecke nach halblinks · Strecke nach halbrechts | |                                                                                      |                                                                                      |
| Strecke von halblinks · Strecke von halbrechts | |                                                                                      |                                                                                      |
| Strecke · Abzweig geradeaus und nach links | | S-Bahn nach Springpfuhl                                                              | S-Bahn nach Springpfuhl                                                              |
| Kreuzung geradeaus unten · Kreuzung geradeaus unten | | Biesdorfer Kreuz Außenring                                                           | Biesdorfer Kreuz Außenring                                                           |
| Abzweig geradeaus, von links und von rechts · Kreuzung geradeaus unten | 8,5 | vom Außenring                                                                        | vom Außenring                                                                        |
| Strecke · S-Bahn-Halt | 8,6 | Berlin-Biesdorf                                                                      | Berlin-Biesdorf                                                                      |
| Abzweig geradeaus und ehemals von rechts · Strecke | | von Rummelsburg (jetzt U-Bahn)                                                       | von Rummelsburg (jetzt U-Bahn)                                                       |
| Strecke · S-Bahnhof | 9,8 | Berlin Wuhletal                                                                      | Berlin Wuhletal                                                                      |
| Dienststation / Betriebs- oder Güterbahnhof · S-Bahnhof | 10,811,7 | Berlin-Kaulsdorf                                                                     | Berlin-Kaulsdorf                                                                     |
| Haltepunkt / Haltestelle · S-Bahnhof | 12,3 | Berlin-Mahlsdorf                                                                     | Berlin-Mahlsdorf                                                                     |
| Grenze · Grenze | | Landesgrenze Berlin / Brandenburg                                                    | Landesgrenze Berlin / Brandenburg                                                    |
| Strecke · S-Bahn-Halt | 14,9 | Birkenstein                                                                          | Birkenstein                                                                          |
| Dienststation / Betriebs- oder Güterbahnhof · S-Bahnhof | 16,6 | Hoppegarten (Mark)                                                                   | Hoppegarten (Mark)                                                                   |
| Abzweig geradeaus und ehemals nach links · Abzweig geradeaus und ehemals nach rechts | |                                                                                      |                                                                                      |
| Strecke · Abzweig geradeaus und ehemals von links | | Anschluss Altlandsberger Kleinbahn                                                   | Anschluss Altlandsberger Kleinbahn                                                   |
| Strecke · S-Bahn-Halt | 18,4 | Neuenhagen (b Berlin)                                                                | Neuenhagen (b Berlin)                                                                |
| Dienststation / Betriebs- oder Güterbahnhof · Strecke | 21,2 | Fredersdorf Rbf                                                                      | Fredersdorf Rbf                                                                      |
| Strecke · S-Bahnhof | 22,7 | Fredersdorf (b Berlin)                                                               | Fredersdorf (b Berlin)                                                               |
| Abzweig geradeaus und nach rechts · Strecke | | nach Rüdersdorf                                                                      | nach Rüdersdorf                                                                      |
| Strecke · S-Bahn-Halt | 24,6 | Petershagen Nord                                                                     | Petershagen Nord                                                                     |
| Abzweig geradeaus und ehemals nach links · Kreuzung (Querstrecke außer Betrieb) | | Anschluss Strausberger Eisenbahn                                                     | Anschluss Strausberger Eisenbahn                                                     |
| Bahnhof · S-Bahnhof | 27,6 | Strausberg                                                                           | Strausberg                                                                           |
| Abzweig geradeaus und nach links · Abzweig geradeaus und von rechts | |                                                                                      |                                                                                      |
| Abzweig geradeaus und ehemals nach rechts · Strecke nach links | | nach Herzfelde und Strausberg Nord                                                   | nach Herzfelde und Strausberg Nord                                                   |
| Verschwenkung nach links | |                                                                                      |                                                                                      |
| Haltepunkt / Haltestelle | 31,2 | Herrensee                                                                            | Herrensee                                                                            |
| Bahnhof | 33,7 | Rehfelde                                                                             | Rehfelde                                                                             |
| ehemaliger Bahnhof | 41,6 | Rotes Luch                                                                           | Rotes Luch                                                                           |
| Abzweig geradeaus und ehemals nach links | | Anschluss Buckower Kleinbahn                                                         | Anschluss Buckower Kleinbahn                                                         |
| Bahnhof | 45,8 | Müncheberg (Mark)                                                                    | Müncheberg (Mark)                                                                    |
| Abzweig geradeaus und ehemals nach rechts | | Anschluss Müncheberger Kleinbahn                                                     | Anschluss Müncheberger Kleinbahn                                                     |
| Haltepunkt / Haltestelle | 50,7 | Obersdorf                                                                            | Obersdorf                                                                            |
| Haltepunkt / Haltestelle | 53,5 | Trebnitz (Mark) Haltepunkt und Überleitstelle                                        | Trebnitz (Mark) Haltepunkt und Überleitstelle                                        |
| Haltepunkt / Haltestelle | 58,4 | Alt Rosenthal                                                                        | Alt Rosenthal                                                                        |
| Bahnhof | 63,5 | Seelow-Gusow                                                                         | Seelow-Gusow                                                                         |
| Turmhaltepunkt geradeaus unten | 67,2 | Werbig Eberswalde–Frankfurt (Oder)                                                   | Werbig Eberswalde–Frankfurt (Oder)                                                   |
| Abzweig geradeaus und von links | | von Letschin                                                                         | von Letschin                                                                         |
| Dienststation / Betriebs- oder Güterbahnhof | 68,3 | Werbig Gbf                                                                           | Werbig Gbf                                                                           |
| Kreuzung geradeaus unten (Querstrecke außer Betrieb) | | Bahnstrecke Fürstenwalde–Wriezen                                                     | Bahnstrecke Fürstenwalde–Wriezen                                                     |
| Abzweig geradeaus und ehemals von rechts | | von Dolgelin                                                                         | von Dolgelin                                                                         |
| Haltepunkt / Haltestelle | 74,5 | Golzow (Oderbruch)                                                                   | Golzow (Oderbruch)                                                                   |
| Bahnhof | 77,1 | Gorgast                                                                              | Gorgast                                                                              |
| Brücke über Wasserlauf | | Alte Oder                                                                            | Alte Oder                                                                            |
| Abzweig geradeaus, ehemals nach rechts und ehemals von rechts | | von und nach Frankfurt (Oder)                                                        | von und nach Frankfurt (Oder)                                                        |
| Bahnhof | 81,0 | Küstrin-Kietz                                                                        | Küstrin-Kietz                                                                        |
| Brücke über Wasserlauf | | Odervorfluter                                                                        | Odervorfluter                                                                        |
| ehemaliger Bahnhof | 82,5 | Küstrin Altstadt                                                                     | Küstrin Altstadt                                                                     |
| Grenze auf Brücke über Wasserlauf | 82,990342,274 | Oderbrücke, Staatsgrenze Deutschland / Polen                                         | Oderbrücke, Staatsgrenze Deutschland / Polen                                         |
| Brücke über Wasserlauf | | Warthe                                                                               | Warthe                                                                               |
| Abzweig geradeaus und nach links | | Abzweig Kostrzyn R 572/T15 (nach Chojna)                                             | Abzweig Kostrzyn R 572/T15 (nach Chojna)                                             |
| Turmbahnhof geradeaus unten | 340,4 | Kostrzyn (Küstrin) Wrocław–Szczecin                                                  | Kostrzyn (Küstrin) Wrocław–Szczecin                                                  |
| Abzweig geradeaus, nach links und von links | | von und nach Chojna                                                                  | von und nach Chojna                                                                  |
| Dienststation / Betriebs- oder Güterbahnhof | | u. a. Abzweig Kostrzyn R 5                                                           | u. a. Abzweig Kostrzyn R 5                                                           |
| Abzweig geradeaus und nach links | | nach Grzmiąca                                                                        | nach Grzmiąca                                                                        |
| Bahnhof | 335,0 | Dąbroszyn (Tamsel)                                                                   | Dąbroszyn (Tamsel)                                                                   |
| Bahnhof | 329,6 | Kamień Mały (Stolberg [Neum])                                                        | Kamień Mały (Stolberg [Neum])                                                        |
| Bahnhof | 321,0 | Witnica (Vietz)                                                                      | Witnica (Vietz)                                                                      |
| Bahnhof | 313,8 | Nowiny Wielkie (Döllensradung)                                                       | Nowiny Wielkie (Döllensradung)                                                       |
| Bahnhof | 308,2 | Bogdaniec (Düringshof)                                                               | Bogdaniec (Düringshof)                                                               |
| Bahnhof | 305,0 | Łupowo (Loppow)                                                                      | Łupowo (Loppow)                                                                      |
| Bahnhof | 300,6 | Gorzów Wlkp. Wieprzyce (Wepritz)                                                     | Gorzów Wlkp. Wieprzyce (Wepritz)                                                     |
| Abzweig geradeaus und ehemals von links | | von Myślibórz                                                                        | von Myślibórz                                                                        |
| ehemaliger Dienststation / Betriebs- oder Güterbahnhof | | Landsberg (Warthe) Gbf                                                               | Landsberg (Warthe) Gbf                                                               |
| Bahnhof | 297,1 | Gorzów Wielkopolski (Landsberg [Warthe])                                             | Gorzów Wielkopolski (Landsberg [Warthe])                                             |
| Abzweig geradeaus und nach rechts | | nach Zbąszynek                                                                       | nach Zbąszynek                                                                       |
| ehemaliger Haltepunkt / Haltestelle | 293,3 | Wawrów (Lorenzdorf)                                                                  | Wawrów (Lorenzdorf)                                                                  |
| ehemaliger Haltepunkt / Haltestelle | 291,1 | Czechów (Zechow)                                                                     | Czechów (Zechow)                                                                     |
| Bahnhof | 283,9 | Santok (Zantoch)                                                                     | Santok (Zantoch)                                                                     |
| Bahnhof | 276,3 | Górki Noteckie (Gurkow)                                                              | Górki Noteckie (Gurkow)                                                              |
| Bahnhof | 271,5 | Sarbiewo (Mückenburg [Neum])                                                         | Sarbiewo (Mückenburg [Neum])                                                         |
| Abzweig geradeaus und ehemals von links | | von Strzelce Krajeńskie (Friedeberg)                                                 | von Strzelce Krajeńskie (Friedeberg)                                                 |
| | |                                                                                      |                                                                                      |
| Bahnhof | 268,2 | Strzelce Krajeńskie Wschód (Friedeberg [Neum])                                       | Strzelce Krajeńskie Wschód (Friedeberg [Neum])                                       |
| | |                                                                                      |                                                                                      |
| Bahnhof | 261,5 | Stare Kurowo (Altkarbe)                                                              | Stare Kurowo (Altkarbe)                                                              |
| Bahnhof | 251,0 | Nowe Drezdenko (Driesen-Vordamm)                                                     | Nowe Drezdenko (Driesen-Vordamm)                                                     |
| Abzweig geradeaus und von rechts | | von Skwierzyna                                                                       | von Skwierzyna                                                                       |
| Bahnhof | 244,9 | Stare Bielice Altbeelitz                                                             | Stare Bielice Altbeelitz                                                             |
| Grenze | | Grenze w. lubuskie / w. wielkopolskie                                                | Grenze w. lubuskie / w. wielkopolskie                                                |
| Abzweig geradeaus und von links | | von Stargard Szczeciński                                                             | von Stargard Szczeciński                                                             |
| Bahnhof | 237,9 | Krzyż (Kreuz [Ostbahn])                                                              | Krzyż (Kreuz [Ostbahn])                                                              |
| Abzweig geradeaus, nach rechts und ehemals nach links | | nach Poznań und Wałcz                                                                | nach Poznań und Wałcz                                                                |
| Bahnhof | 226,4 | Wieleń Północny (Filehne Nord)                                                       | Wieleń Północny (Filehne Nord)                                                       |
| Bahnhof | 214,0 | Biernatowo (Ascherbude)                                                              | Biernatowo (Ascherbude)                                                              |
| Bahnhof | 209,2 | Siedlisko Czarnkowskie (Stieglitz)                                                   | Siedlisko Czarnkowskie (Stieglitz)                                                   |
| Bahnhof | 202,1 | Trzcianka (Schönlanke)                                                               | Trzcianka (Schönlanke)                                                               |
| Bahnhof | 197,4 | Biała Pilska (Behle)                                                                 | Biała Pilska (Behle)                                                                 |
| Bahnhof | 188,3 | Stobno (Stöwen [Netzekreis])                                                         | Stobno (Stöwen [Netzekreis])                                                         |
| ehemaliger Bahnhof | | Kattun                                                                               | Kattun                                                                               |
| Abzweig geradeaus und von links | | von Szczecinek und Ulikowo                                                           | von Szczecinek und Ulikowo                                                           |
| ehemaliger Dienststation / Betriebs- oder Güterbahnhof | | Schneidemühl Vbf                                                                     | Schneidemühl Vbf                                                                     |
| Bahnhof | 179,5 | Piła Główna (Schneidemühl)                                                           | Piła Główna (Schneidemühl)                                                           |
| Abzweig geradeaus und nach rechts | | nach Czarnków                                                                        | nach Czarnków                                                                        |
| Abzweig geradeaus und nach rechts | | nach Poznań und Bydgoszcz                                                            | nach Poznań und Bydgoszcz                                                            |
| Haltepunkt / Haltestelle | 176,0 | Piła Podlasie                                                                        | Piła Podlasie                                                                        |
| ehemaliger Haltepunkt / Haltestelle | 173,1 | Płociczno (Albertsruh)                                                               | Płociczno (Albertsruh)                                                               |
| Bahnhof | 167,3 | Skórka (Schönfeld [Grenzm])                                                          | Skórka (Schönfeld [Grenzm])                                                          |
| Bahnhof | 161,5 | Dolnik (Wittenburg [Ostb])                                                           | Dolnik (Wittenburg [Ostb])                                                           |
| Bahnhof | 156,0 | Krajenka (Krojanke)                                                                  | Krajenka (Krojanke)                                                                  |
| Abzweig geradeaus und von links | | von Wałcz                                                                            | von Wałcz                                                                            |
| Bahnhof | 147,1 | Złotów (Flatow [Grenzm])                                                             | Złotów (Flatow [Grenzm])                                                             |
| Abzweig geradeaus und nach rechts | | nach Więcbork                                                                        | nach Więcbork                                                                        |
| Bahnhof | 138,3 | Zakrzewo Złotowskie (Buschdorf [Kr Flatow])                                          | Zakrzewo Złotowskie (Buschdorf [Kr Flatow])                                          |
| Bahnhof | 126,4 | Lipka Krajeńska (Linde)                                                              | Lipka Krajeńska (Linde)                                                              |
| Grenze | | Grenze w. wielkopolskie / w. pomorskie                                               | Grenze w. wielkopolskie / w. pomorskie                                               |
| Bahnhof | 115,1 | Bukowo Człuchowskie (Buchholz [Grenzm])                                              | Bukowo Człuchowskie (Buchholz [Grenzm])                                              |
| Bahnhof | 108,0 | Wierzchowo Człuchowskie (Firchau)                                                    | Wierzchowo Człuchowskie (Firchau)                                                    |
| Haltepunkt / Haltestelle | 104,2 | Moszczenica Pomorska (Mosnitz)                                                       | Moszczenica Pomorska (Mosnitz)                                                       |
| Abzweig geradeaus, von links und ehemals von rechts | | von Szczecinek und Więcbork                                                          | von Szczecinek und Więcbork                                                          |
| Bahnhof | 96,2 | Chojnice (Konitz)                                                                    | Chojnice (Konitz)                                                                    |
| Abzweig geradeaus, nach links und nach rechts | | nach Kościerzyna und Tuchola                                                         | nach Kościerzyna und Tuchola                                                         |
| Haltepunkt / Haltestelle | 90,1 | Krojanty (Krojanken)                                                                 | Krojanty (Krojanken)                                                                 |
| Bahnhof | 84,1 | Rytel (Rittel)                                                                       | Rytel (Rittel)                                                                       |
| Haltepunkt / Haltestelle | 80,8 | Rytel Wieś                                                                           | Rytel Wieś                                                                           |
| Haltepunkt / Haltestelle | 74,7 | Gutowiec (Guttowitz)                                                                 | Gutowiec (Guttowitz)                                                                 |
| Bahnhof | 67,0 | Czersk (Czersk)                                                                      | Czersk (Czersk)                                                                      |
| Abzweig geradeaus, nach links und nach rechts | | nach Kościerzyna und Bydgoszcz                                                       | nach Kościerzyna und Bydgoszcz                                                       |
| Kreuzung geradeaus unten | | Kościerzyna–Bydgoszcz                                                                | Kościerzyna–Bydgoszcz                                                                |
| Bahnhof | 59,9 | Łąg (Long)                                                                           | Łąg (Long)                                                                           |
| Bahnhof | 56,1 | Czarna Woda (Schwarzwasser)                                                          | Czarna Woda (Schwarzwasser)                                                          |
| Haltepunkt / Haltestelle | | Kamienna Karczma (Steinkrug)                                                         | Kamienna Karczma (Steinkrug)                                                         |
| Bahnhof | 46,9 | Kaliska (Dreidorf)                                                                   | Kaliska (Dreidorf)                                                                   |
| Haltepunkt / Haltestelle | 42,3 | Bytonia                                                                              | Bytonia                                                                              |
| Bahnhof | 39,4 | Zblewo (Hochstüblau)                                                                 | Zblewo (Hochstüblau)                                                                 |
| Haltepunkt / Haltestelle | 36,0 | Pinczyn                                                                              | Pinczyn                                                                              |
| Bahnhof | 32,7 | Piesienice (Pischnitz)                                                               | Piesienice (Pischnitz)                                                               |
| Abzweig geradeaus und ehemals von links | | von Skarszewy                                                                        | von Skarszewy                                                                        |
| Bahnhof | 24,0 | Starogard Gdański (Preußisch Stargard)                                               | Starogard Gdański (Preußisch Stargard)                                               |
| Abzweig geradeaus und nach rechts | | nach Kwidzyn                                                                         | nach Kwidzyn                                                                         |
| Haltepunkt / Haltestelle | 17,5 | Szpęgawsk                                                                            | Szpęgawsk                                                                            |
| Bahnhof | 12,8 | Swarożyn (Swaroschin)                                                                | Swarożyn (Swaroschin)                                                                |
| Haltepunkt / Haltestelle | 5,4 | Rokitki Tczewskie                                                                    | Rokitki Tczewskie                                                                    |
| ehemaliger Dienststation / Betriebs- oder Güterbahnhof | | Lunau                                                                                | Lunau                                                                                |
| Abzweig geradeaus und von rechts | | von Bydgoszcz                                                                        | von Bydgoszcz                                                                        |
| Haltepunkt / Haltestelle | 3,6 | Tczew Suchostrzygi                                                                   | Tczew Suchostrzygi                                                                   |
| Abzweig geradeaus, nach links und von links | 2,1 | von und nach Gdańsk                                                                  | von und nach Gdańsk                                                                  |
| Bahnhof | 0,0296,2 | Tczew (Dirschau)                                                                     | Tczew (Dirschau)                                                                     |
| Abzweig geradeaus, nach rechts und von rechts | 295,2 | von und nach Bydgoszcz                                                               | von und nach Bydgoszcz                                                               |
| Brücke über Wasserlauf | | Most Lisewski                                                                        | Most Lisewski                                                                        |
| Haltepunkt / Haltestelle | 293,8 | Lisewo (Liessau [Westpr])                                                            | Lisewo (Liessau [Westpr])                                                            |
| Abzweig geradeaus und ehemals von links | | Anschluss Żuławska Kolej Dojazdowa                                                   | Anschluss Żuławska Kolej Dojazdowa                                                   |
| Bahnhof | 286,7 | Szymankowo (Simonsdorf)                                                              | Szymankowo (Simonsdorf)                                                              |
| Abzweig geradeaus und nach links | | Anschluss Żuławska Kolej Dojazdowa                                                   | Anschluss Żuławska Kolej Dojazdowa                                                   |
| Haltepunkt / Haltestelle | 279,6 | Malbork Kałdowo (Kalthof)                                                            | Malbork Kałdowo (Kalthof)                                                            |
| Abzweig geradeaus, ehemals von links und ehemals von rechts | | Anschluss Żuławska Kolej Dojazdowa                                                   | Anschluss Żuławska Kolej Dojazdowa                                                   |
| Brücke über Wasserlauf | | Nogat                                                                                | Nogat                                                                                |
| Bahnhof | 277,90,3 | Malbork (Marienburg)                                                                 | Malbork (Marienburg)                                                                 |
| Abzweig geradeaus und nach rechts | | nach Kwidzyn (Marienwerder)                                                          | nach Kwidzyn (Marienwerder)                                                          |
| Abzweig geradeaus und nach rechts | | nach Warszawa und Olsztyn                                                            | nach Warszawa und Olsztyn                                                            |
| Haltepunkt / Haltestelle | 5,0 | Królewo Malborskie                                                                   | Królewo Malborskie                                                                   |
| Bahnhof | 11,0 | Stare Pole (Altfelde)                                                                | Stare Pole (Altfelde)                                                                |
| Grenze | | Grenze w. pomorskie / w. warmińsko-mazurskie                                         | Grenze w. pomorskie / w. warmińsko-mazurskie                                         |
| Haltepunkt / Haltestelle | 14,3 | Fiszewo (Fischau)                                                                    | Fiszewo (Fischau)                                                                    |
| Bahnhof | 18,7 | Gronowo Elbląskie (Grunau [Westpreußen])                                             | Gronowo Elbląskie (Grunau [Westpreußen])                                             |
| Abzweig geradeaus und ehemals von rechts | | von Ostróda (Osterode)                                                               | von Ostróda (Osterode)                                                               |
| Abzweig geradeaus und von links | 26,6 | Abz. Tropy von Braniewo (Braunsberg)                                                 | Abz. Tropy von Braniewo (Braunsberg)                                                 |
| Verschwenkung von links | |                                                                                      |                                                                                      |
| Bahnhof · Kopfbahnhof Streckenanfang (Strecke außer Betrieb) | 29,0 | Elbląg (Elbing) Beginn Breitspurstrecke                                              | Elbląg (Elbing) Beginn Breitspurstrecke                                              |
| Haltepunkt / Haltestelle · Strecke (außer Betrieb) | 37,2 | Komorowo Żuławskie (Kämmersdorf)                                                     | Komorowo Żuławskie (Kämmersdorf)                                                     |
| Bahnhof · Strecke (außer Betrieb) | 41,3 | Bogaczewo (Güldenboden)                                                              | Bogaczewo (Güldenboden)                                                              |
| Abzweig geradeaus und nach rechts · Strecke (außer Betrieb) | | nach Morąg (Mohrungen)                                                               | nach Morąg (Mohrungen)                                                               |
| ehemaliger Haltepunkt / Haltestelle · Strecke (außer Betrieb) | 49,6 | Stegny (Steegen [Ostpr])                                                             | Stegny (Steegen [Ostpr])                                                             |
| ehemaliger Bahnhof · Strecke (außer Betrieb) | 53,7 | Słobity (Schlobitten)                                                                | Słobity (Schlobitten)                                                                |
| Bahnhof · Strecke (außer Betrieb) | 60,8 | Młynary (Mühlhausen [Ostpr])                                                         | Młynary (Mühlhausen [Ostpr])                                                         |
| ehemaliger Bahnhof · Strecke (außer Betrieb) | 65,6 | Kurowo Braniewskie (Kurau)                                                           | Kurowo Braniewskie (Kurau)                                                           |
| ehemaliger Bahnhof · Bahnhof (Strecke außer Betrieb) | 71,2 | Chruściel (Tiedmannsdorf)                                                            | Chruściel (Tiedmannsdorf)                                                            |
| ehemaliger Bahnhof · Strecke (außer Betrieb) | 79,0 | Bemowizna (Böhmenhöfen)                                                              | Bemowizna (Böhmenhöfen)                                                              |
| Abzweig geradeaus und ehemals von links · Kreuzung (Strecken außer Betrieb) | | von Elbląg (Elbing)                                                                  | von Elbląg (Elbing)                                                                  |
| Abzweig geradeaus und von rechts · Strecke (außer Betrieb) | | von Pieniężno (Mehlsack)                                                             | von Pieniężno (Mehlsack)                                                             |
| Kopfbahnhof Strecke ab hier außer Betrieb · Kopfbahnhof Strecke bis hier außer Betrieb | 83,7 | Braniewo (Braunsberg)                                                                | Braniewo (Braunsberg)                                                                |
| Grenze (Strecke außer Betrieb) · Grenze | 90,61339,7 | Staatsgrenze Polen / Russland                                                        | Staatsgrenze Polen / Russland                                                        |
| Bahnhof (Strecke außer Betrieb) · Bahnhof | 1334,6 | Mamonowo (Heiligenbeil)                                                              | Mamonowo (Heiligenbeil)                                                              |
| Kreuzung (Strecke geradeaus außer Betrieb) · Abzweig geradeaus und nach rechts | | nach Bagrationowsk (Preußisch Eylau)                                                 | nach Bagrationowsk (Preußisch Eylau)                                                 |
| Strecke (außer Betrieb) · Haltepunkt / Haltestelle | 1333,0 | O.p. 1333 km                                                                         | O.p. 1333 km                                                                         |
| Bahnhof (Strecke außer Betrieb) · Bahnhof | | Snamenka Nowaja (Groß Hoppenbruch)                                                   | Snamenka Nowaja (Groß Hoppenbruch)                                                   |
| Bahnhof (Strecke außer Betrieb) · Bahnhof | | Primorskoje Nowoje (Wolittnick)                                                      | Primorskoje Nowoje (Wolittnick)                                                      |
| Strecke (außer Betrieb) · Haltepunkt / Haltestelle | | O.p. Sosnowy Bor (Schölen)                                                           | O.p. Sosnowy Bor (Schölen)                                                           |
| Bahnhof (Strecke außer Betrieb) · Bahnhof | 1314,1 | Laduschkin (Ludwigsort)                                                              | Laduschkin (Ludwigsort)                                                              |
| Strecke (außer Betrieb) · Haltepunkt / Haltestelle | 1312,0 | O.p. 1312 km                                                                         | O.p. 1312 km                                                                         |
| Haltepunkt / Haltestelle (Strecke außer Betrieb) · Strecke | | Pörschken                                                                            | Pörschken                                                                            |
| Bahnhof (Strecke außer Betrieb) · Strecke | | Nowo-Moskowskoje (Poplitten)                                                         | Nowo-Moskowskoje (Poplitten)                                                         |
| Strecke (außer Betrieb) · Haltepunkt / Haltestelle | 1307,0 | O.p. 1307 km                                                                         | O.p. 1307 km                                                                         |
| Strecke (außer Betrieb) · Haltepunkt / Haltestelle | 1305,0 | O.p. 1305 km                                                                         | O.p. 1305 km                                                                         |
| Kreuzung (Strecken außer Betrieb) · Abzweig geradeaus und ehemals von rechts | | von Olsztyn                                                                          | von Olsztyn                                                                          |
| Bahnhof (Strecke außer Betrieb) · Bahnhof | | Swetloje (Kobbelbude)                                                                | Swetloje (Kobbelbude)                                                                |
| Bahnhof (Strecke außer Betrieb) · Bahnhof | 1296,0 | Golubewo (Seepothen)                                                                 | Golubewo (Seepothen)                                                                 |
| Haltepunkt / Haltestelle (Strecke außer Betrieb) · Strecke | | Laskino (Godrienen)                                                                  | Laskino (Godrienen)                                                                  |
| Strecke nach rechts (außer Betrieb) · Bahnhof | | Kaliningrad-Mamonowski (Prappeln)                                                    | Kaliningrad-Mamonowski (Prappeln)                                                    |
| Haltepunkt / Haltestelle | | O.p. Kijewskaja (Königsberg-Ponarth)                                                 | O.p. Kijewskaja (Königsberg-Ponarth)                                                 |
| Strecke von links · Abzweig geradeaus und nach rechts | |                                                                                      |                                                                                      |
| Dienststation / Betriebs- oder Güterbahnhof · Dienststation / Betriebs- oder Güterbahnhof | | Kaliningrad-Sort.                                                                    | Kaliningrad-Sort.                                                                    |
| Abzweig geradeaus, nach links und von links · Kreuzung geradeaus oben | | von Kaliningrad Sewerny                                                              | von Kaliningrad Sewerny                                                              |
| Strecke · Bahnhof | 1285,0 | Kaliningrad-Pass. (Königsberg [Pr] Hbf)                                              | Kaliningrad-Pass. (Königsberg [Pr] Hbf)                                              |
| Verschwenkung nach links · Verschwenkung nach rechts | |                                                                                      |                                                                                      |
| Abzweig geradeaus, nach rechts und von rechts | | von und nach Bagrationowsk (Preußisch Eylau)                                         | von und nach Bagrationowsk (Preußisch Eylau)                                         |
| Haltepunkt / Haltestelle | 1279,0 | O.p. Aiwasowski (Königsberg-Seligenfeld)                                             | O.p. Aiwasowski (Königsberg-Seligenfeld)                                             |
| Bahnhof | 1275,5 | Lugowoje Nowoje (Gutenfeld (Ostpr))                                                  | Lugowoje Nowoje (Gutenfeld (Ostpr))                                                  |
| Haltepunkt / Haltestelle | 1265,3 | Komsomolsk Sapadny (Löwenhagen)                                                      | Komsomolsk Sapadny (Löwenhagen)                                                      |
| Abzweig geradeaus und ehemals nach rechts | | nach Węgorzewo                                                                       | nach Węgorzewo                                                                       |
| Bahnhof | 1257,0 | Oserki Nowyje (Groß Lindenau)                                                        | Oserki Nowyje (Groß Lindenau)                                                        |
| Bahnhof | 1245,1 | Gwardeisk (Tapiau)                                                                   | Gwardeisk (Tapiau)                                                                   |
| Kreuzung geradeaus oben (Querstrecke außer Betrieb) | | Wehlau–Friedländer Kreisbahnen                                                       | Wehlau–Friedländer Kreisbahnen                                                       |
| Bahnhof | 1235,3 | Snamensk (Wehlau [Ostpr])                                                            | Snamensk (Wehlau [Ostpr])                                                            |
| Abzweig geradeaus und ehemals nach rechts | | nach Prawdinsk                                                                       | nach Prawdinsk                                                                       |
| Haltepunkt / Haltestelle | | Puschkarjowo (Puschdorf)                                                             | Puschkarjowo (Puschdorf)                                                             |
| ehemaliger Haltepunkt / Haltestelle | | Lehwald                                                                              | Lehwald                                                                              |
| Bahnhof | 1213,9 | Meschduretschje (Norkitten)                                                          | Meschduretschje (Norkitten)                                                          |
| Bahnhof | 1206,8 | Pastuchowo-Nowoje (Waldhausen)                                                       | Pastuchowo-Nowoje (Waldhausen)                                                       |
| Abzweig geradeaus und ehemals von links | | von Bolschakowo (Groß Skaisgirren/Kreuzingen)                                        | von Bolschakowo (Groß Skaisgirren/Kreuzingen)                                        |
| Abzweig geradeaus und von rechts | | von Schelesnodoroschny (Gerdauen)                                                    | von Schelesnodoroschny (Gerdauen)                                                    |
| Bahnhof | 1195,6 | Tschernjachowsk (Insterburg)                                                         | Tschernjachowsk (Insterburg)                                                         |
| Abzweig geradeaus und ehemals nach links | | nach Sowetsk (Tilsit)                                                                | nach Sowetsk (Tilsit)                                                                |
| Abzweig geradeaus, nach links und ehemals von links | | von und nach Sowetsk (Tilsit)                                                        | von und nach Sowetsk (Tilsit)                                                        |
| ehemaliger Haltepunkt / Haltestelle | | Pendrinnen/Pendershof                                                                | Pendrinnen/Pendershof                                                                |
| Haltepunkt / Haltestelle | | Wessjolowka (Judtschen/Kanthausen)                                                   | Wessjolowka (Judtschen/Kanthausen)                                                   |
| | |                                                                                      |                                                                                      |
| Abzweig geradeaus und ehemals von rechts | | von Osjorsk (Darkehmen/Angerapp) und von Tschistye Prudy (Tollmingkehmen/Tollmingen) | von Osjorsk (Darkehmen/Angerapp) und von Tschistye Prudy (Tollmingkehmen/Tollmingen) |
| | |                                                                                      |                                                                                      |
| Bahnhof | 1170,4 | Gussew (Gumbinnen)                                                                   | Gussew (Gumbinnen)                                                                   |
| ehemaliger Haltepunkt / Haltestelle | | Podgorowka (Groß Baitschen)                                                          | Podgorowka (Groß Baitschen)                                                          |
| Haltepunkt / Haltestelle | | Diwnoje Nowoje (Trakehnen)                                                           | Diwnoje Nowoje (Trakehnen)                                                           |
| Abzweig geradeaus und von links | | von Sowetsk (Tilsit)                                                                 | von Sowetsk (Tilsit)                                                                 |
| Bahnhof | 1144,9 | Nesterow (Stallupönen/Ebenrode)                                                      | Nesterow (Stallupönen/Ebenrode)                                                      |
| Abzweig geradeaus und nach rechts | | nach Krasnolessje (Rominten/Hardteck)                                                | nach Krasnolessje (Rominten/Hardteck)                                                |
| Bahnhof | | Tschernyschewskoje (Eydtkuhnen/Eydtkau)                                              | Tschernyschewskoje (Eydtkuhnen/Eydtkau)                                              |
| Grenze | 1133,9 | Staatsgrenze Russland / Litauen                                                      | Staatsgrenze Russland / Litauen                                                      |
| Bahnhof | | Kybartai (Wirballen)                                                                 | Kybartai (Wirballen)                                                                 |
| Strecke | | nach Kaunas                                                                          | nach Kaunas                                                                          |

Preußische Ostbahn, Königlich Preußische Ostbahn oder kurz Ostbahn bezeichnet im engeren Sinne die 740 Kilometer lange Eisenbahnverbindung von Berlin über Königsberg bis Eydtkuhnen an der Grenze zum Russischen Kaiserreich. Im weiteren Sinne zählen auch weitere von Anfang an in staatlicher Regie betriebene Eisenbahnstrecken in den östlichen preußischen Provinzen Brandenburg, Pommern, Posen, Westpreußen und Ostpreußen dazu.
Mit allen Zweig- und Parallelstrecken umfasste die „Ostbahn“ im März 1880 ein Streckennetz von 2210 Kilometern und war damit einer der bedeutendsten Teile der Preußischen Staatseisenbahnen.
1945 verlor die Strecke Berlin–Königsberg–Eydtkuhnen ihre Funktion als Durchgangsstrecke infolge der neuen Grenzen zwischen Deutschland (damals Sowjetische Besatzungszone) und Polen (Oder-Neiße-Grenze) sowie zwischen Polen und Russland (damals Sowjetunion).
Die ehemals durchgehende Strecke Berlin–Eydtkuhnen ist heute von den Bahngesellschaften Deutschlands, Polens und Russlands betrieblich in sechs Einzelstrecken geteilt:
Deutschland:
- Berlin – Küstrin-Kietz Grenze

Polen
- Küstrin-Kietz Grenze – Tczew
- Tczew – Malbork, heute Abschnitt der Bahnstrecke Warszawa–Gdańsk
- Malbork – Braniewo – Grenze

Russland
- Grenze – Mamonowo – Kaliningrad
- Kaliningrad – Tschernyschewskoje

## Geschichte

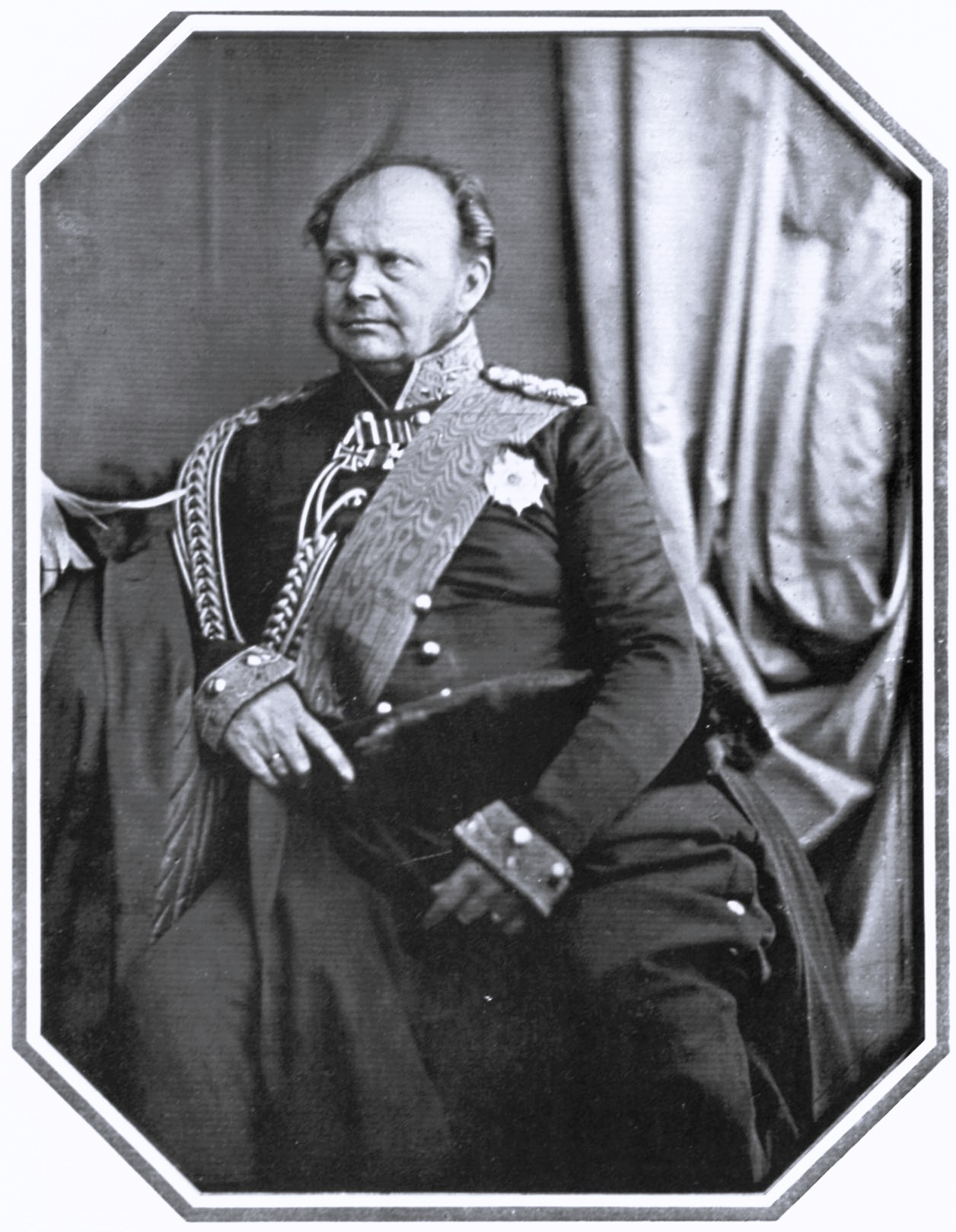
König Friedrich Wilhelm IV.

### Kampf um die Finanzierung
Die Preußische Armee wünschte um 1840 aus strategischen Gründen dringend eine Eisenbahnverbindung bis zur russischen Grenze. Zudem wurde in der Eisenbahn schon früh ein Mittel zur Erschließung der strukturschwachen pommerschen und ostpreußischen Gebiete gesehen. Mangels privater Interessenten wurden 1845 von Seiten König Friedrich Wilhelms IV. die Vorarbeiten zum Bau der Ostbahn „auf Rechnung der künftigen Gesellschaft“ eingeleitet. Der Bau wurde jedoch gleich wieder eingestellt, als die Landtagsabgeordneten dem König die Zustimmung zur Kreditaufnahme verweigerten. Auf dem im April 1847 einberufenen Vereinigten Landtag stimmten die Abgeordneten am 8. Juni mit Zweidrittelmehrheit gegen eine Staatsanleihe für das Ostbahnprojekt. Zu einem geflügelten Wort entwickelte sich ein Satz des Abgeordneten David Hansemann aus der Debatte in jener Sitzung: „Bei Geldfragen hört die Gemütlichkeit auf.“
Erst die Ereignisse der Märzrevolution 1848/1849 und die Berufung des Bankiers August Freiherr von der Heydt zum preußischen Handelsminister – und damit zum Verantwortlichen für die Eisenbahnen – brachten Bewegung in die Sache. Im August 1849 legte v. d. Heydt einen Gesetzesentwurf über den Bau der Ostbahn vor, der am 7. Dezember 1849 verabschiedet wurde. Zuvor war schon am 5. November 1849 die „Königliche Direktion der Ostbahn“ in Bromberg eingesetzt worden. Minister v. d. Heydt veranlasste anschließend die Wiederaufnahme des Ostbahn-Baus mit Mitteln aus dem „Eisenbahnfonds“.

### Bau der Hauptstrecke

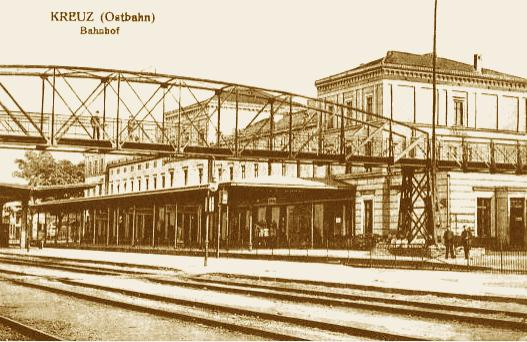
Eisenbahnknoten Kreuz um 1900

Die geplante Strecke kreuzte die bereits 1848 fertiggestellte Strecke Stargard–Posen der privaten Stargard-Posener Eisenbahn-Gesellschaft etwa in deren Mitte bei Lukatz. Von dieser Nord-Süd verlaufenden Strecke wurde ein kurzes Stück in Ost-West-Richtung verschwenkt und daran ein auch für die geplante Ostbahn geeigneter Durchgangsbahnhof errichtet. Dieser Bahnhof bei Lukatz wurde später „Kreuz“ genannt, was ab 1936 auch der offizielle Name des Ortes wurde. Kreuz entwickelte sich zu einem wichtigen Eisenbahnknoten. Von hier sollte die Verbindung in Richtung Berlin über Landsberg an der Warthe und Küstrin an der Oder ausgehen. Zunächst wurde jedoch in Richtung Königsberg der 145 Kilometer lange erste Abschnitt der Ostbahn Lukatz–Schneidemühl–Bromberg gebaut und am 27. Juli 1851 in Betrieb genommen. Am 6. August 1852 war die 161 Kilometer lange Weiterführung Bromberg–Dirschau–Danzig fertiggestellt. Zu dieser Zeit war die Verbindung Berlin–Danzig auf dem Umweg über die Berlin-Stettiner Bahn nach Stettin und weiter über Stargard nach Kreuz gewährleistet.
In Richtung Königsberg führt die Ostbahn nicht von Danzig, sondern vom südlicheren Dirschau aus. Weitergebaut wurde aber vorerst von jenseits der Weichsel und ihres Mündungsarms Nogat aus, nämlich ab Marienburg.

Marienburg–Elbing–Braunsberg; 83,75 Kilometer, Eröffnung am 19. Oktober 1852.

Braunsberg–Königsberg: 62 Kilometer, Eröffnung am 2. August 1853.

Die Bahnbrücken über die Weichsel und die Nogat wurden im September 1857 fertiggestellt.

Dirschau–Marienburg: 18 Kilometer, Eröffnung am 12. Oktober 1857.
Von Königsberg aus wurde die Strecke 1860 bis zur Grenze mit Russland verlängert. Am 6. Juni 1860 ging der Abschnitt bis Stallupönen, am 15. August bis zur Reichsgrenze bei Eydtkuhnen in Betrieb.
Die Züge aus Deutschland fuhren bis zur russischen Grenzstation Wirballen (russ. Вержболово). Dort erfolgten die Grenzabfertigung und Umsteigen und Umladen auf die Breitspurgleise der Russischen Eisenbahn. In Gegenrichtung fuhren die russischen Züge bis zum deutschen Grenzbahnhof Eydtkuhnen, wo auf die deutschen Züge umgestiegen wurde.
Gleichzeitig wurde der westliche Abschnitt bis Küstrin eröffnet.
Über die auch zu dieser Zeit fertiggestellte Eisenbahnstrecke Küstrin-Kietz–Frankfurt/Oder war Berlin mit einem Umweg (Küstrin–Frankfurt–Berlin) über die Niederschlesisch-Märkische Eisenbahn erreichbar. 
Der Staat Preußen hatte 1850 ein Aktienpaket der Niederschlesisch-Märkischen Eisenbahngesellschaft gekauft, die Betriebsführung übernommen und 1852 die übrigen Aktien gekauft.

Albert von Maybach

1866 wurde die Bahnstrecke von Kietz aus (Abzweig von der Bahnstrecke Küstrin–Frankfurt/Oder) in Richtung Berlin bis Gusow und 1867 schließlich bis Berlin verlängert.

Kietz–Gusow: 18 Kilometer, Eröffnung am 1. Oktober 1866.

Gusow–Strausberg–Berlin: 64 Kilometer, Eröffnung am 1. Oktober 1867.

Endpunkt der Strecke in Berlin war der Ostbahnhof nördlich des Schlesischen Bahnhofs (welcher 1950 den Namen Ostbahnhof übernahm).
1871 wurde die 34 Kilometer kürzere Parallelstrecke Schneidemühl–Konitz–Dirschau gebaut, womit Bromberg umgangen wurde (weitere Parallel- und Abkürzungsstrecken kamen hinzu). Anschließend wurde mit dem zweigleisigen Ausbau von Küstrin aus in Richtung Osten begonnen. Die Strecke Küstrin–Berlin war bereits zweigleisig gebaut worden.
Ab 1882 schloss die Ostbahn über den Schlesischen Bahnhof an die Stadtbahn in Richtung Innenstadt an. Der alte Ostbahnhof wurde für den Personenverkehr geschlossen.
1853 wurde Eduard Wiebe Leiter der Ostbahn-Direktion in Bromberg. Wiebe war in den 1840er Jahren an der Streckenplanung beteiligt und seit 1849 war er in der technischen Leitung des Ostbahndirektion. Einer seiner Nachfolger (von 1863 bis 1867) war Albert von Maybach, zuvor Vorsitzender des Direktoriums der Oberschlesischen Eisenbahn.

### Verwaltungsstruktur

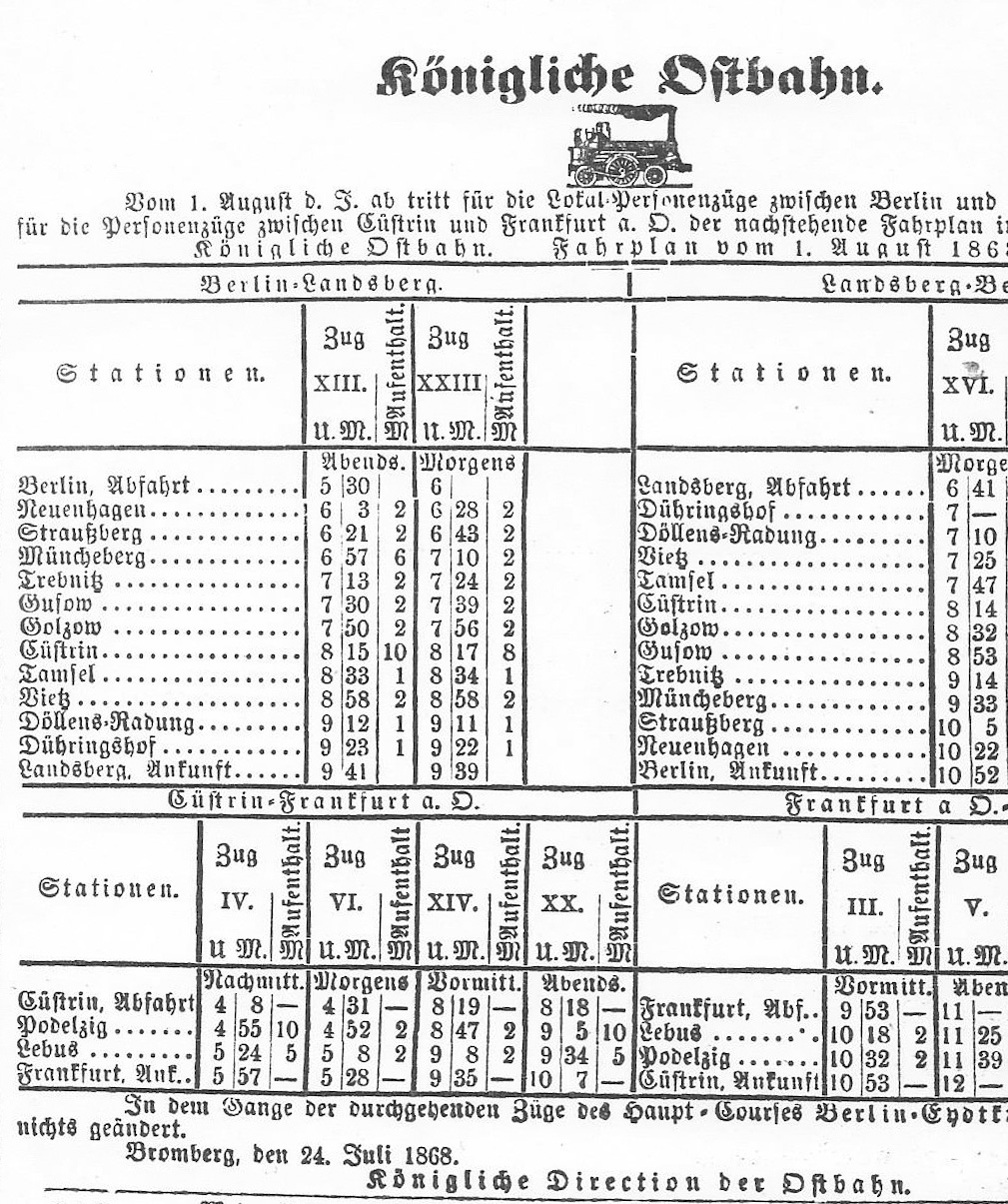
Fahrplan der Lokalzüge auf der Königlichen Ostbahn von 1868, gezeichnet „Königliche Direction der Ostbahn“

Bereits am 5. November 1849 wurde die „Königliche Direction der Ostbahn“ mit Sitz in Bromberg eingerichtet, sie übernahm die Aufgaben der vormaligen preußischen Kommission für die Ostbahn mit Sitz in Schönlanke.
Am 1. April 1880 erfolgte die Umbenennung der Direktion zu „Königliche Eisenbahndirection zu Bromberg“ (KED Bromberg)
1885 bestand die Organisation der preußischen Ostbahn aus zehn Betriebsämtern in
Allenstein, Berlin, Bromberg, Danzig, Königsberg, Posen, Schneidemühl, Stettin, Stolp und Thorn, die der Direktion in Bromberg unterstellt waren.
Auf allerhöchstem Erlass vom 15. Dezember 1894 im Rahmen der preußischen Verwaltungsreform erfolgte am 1. April 1895 eine Neuordnung der Verwaltungen, wobei der Direktionsbezirk Bromberg in die vier eigenständigen Eisenbahndirektionen KED Bromberg, KED Königsberg (Ostpr), KED Danzig und KED Posen aufgeteilt wurde.
Am 24. Januar 1920 erfolgte ein Erlass des preußischen Ministers der öffentlichen Arbeiten, Rudolf Oeser, nach dem die Eisenbahndirektionen in Bromberg, Danzig und Posen mit dem 10. Januar 1920 aufgehört hatten, als Behörden der nunmehrigen Preußisch-Hessischen Staatseisenbahnverwaltung zu bestehen. Die auf deutschem Reichsgebiet verbleibenden Strecken der preußischen Ostbahn wurden der in Berlin-Charlottenburg am 19. Dezember 1919 nahe dem Bahnhof Zoologischer Garten eingerichteten Eisenbahndirektion Osten zugeordnet. Die neue Direktion erhielt zudem weitere Strecken der KED Berlin, der Reichsbahndirektion Breslau und der Reichsbahndirektion Stettin.
Am 6. Juli 1922 wurde die Eisenbahndirektion in Reichsbahndirektion Osten umbenannt und der Amtssitz am 25. September 1923 nach Frankfurt (Oder) verlegt.

### Bedeutung für Preußen

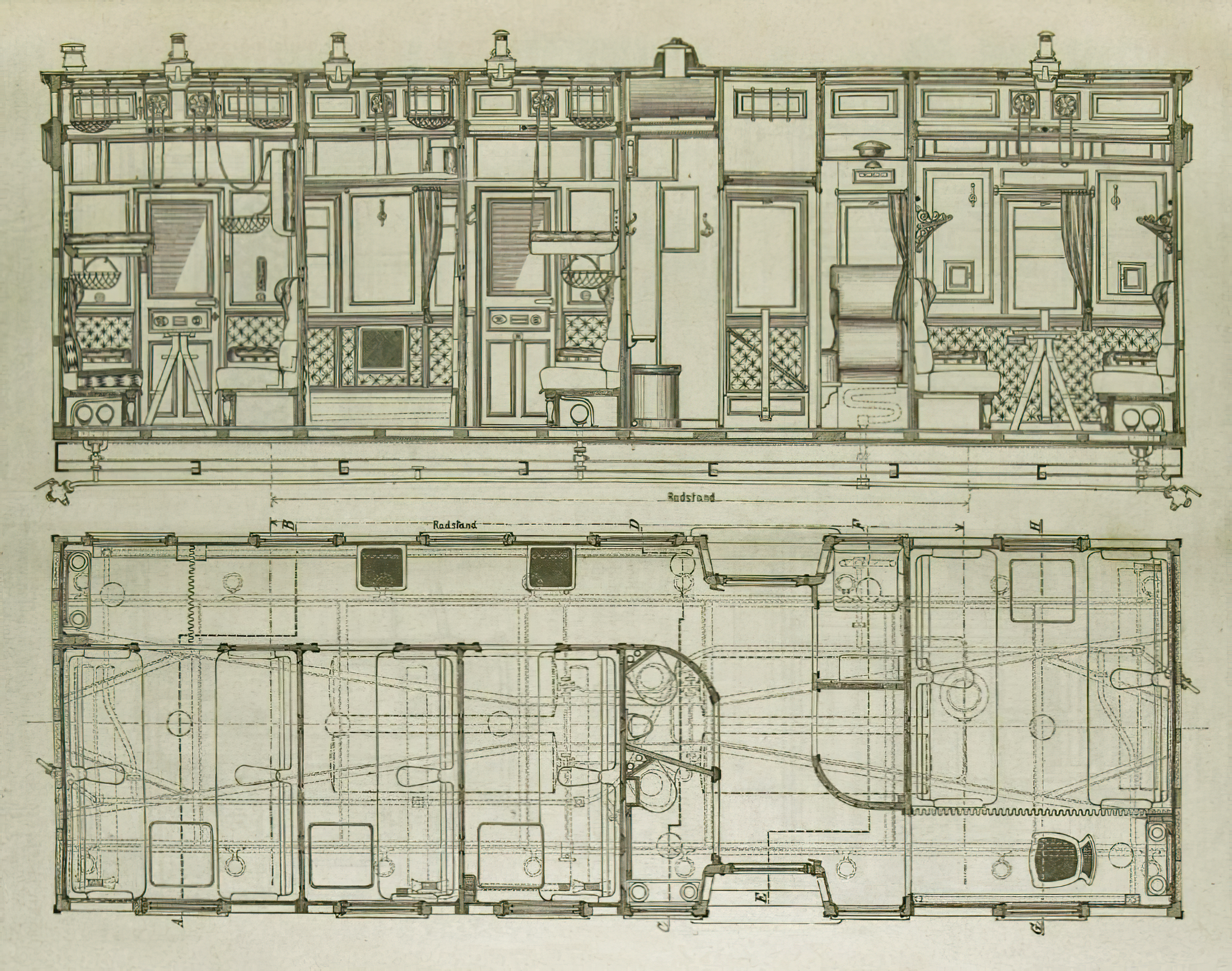
Schlafwagen von 1881 der Eisenbahndirektion Bromberg: links die Abteile 2. Klasse, rechts das Abteil 1. Klasse

Mit der vollständig ausgebauten Strecke erschloss die Ostbahn die preußischen Provinzen östlich Berlins. Das Güterverkehrsaufkommen überstieg die prognostizierten Mengen um ein Vielfaches. Hauptsächlich waren es landwirtschaftliche Erzeugnisse wie Vieh, Getreide und Gemüse. Die häufig niedrigen Wasserstände der Flüsse Oder, Weichsel oder Warthe oder deren Einfrieren in den Wintermonaten sorgten für eine regelmäßige Belebung des Güterverkehres der Ostbahn.
Die Ostbahn wurde selbst zu einem wesentlichen Wirtschaftsfaktor. Bedeutsam war für die damalige Zeit mit der herrschenden Wirtschaftskrise, dass mit dem Bau der Ostbahn in großem Umfang Arbeitsplätze geschaffen wurden. So waren im Juni 1851 auf dem Höhepunkt der Entwicklung 12 000 Arbeiter beim Streckenbau beschäftigt. 1880 umfasste ihr Fahrzeugbestand unter anderem 265 Personen- und Schnellzuglokomotiven, 320 Güterzug- sowie 93 Tenderlokomotiven.
Durch den Bedarf der Ostbahn etablierte sich eine einheimische Eisenbahnindustrie. 1855 begann die Union Gießerei Königsberg mit dem Bau von Lokomotiven, die Schichau-Werke von Ferdinand Schichau in Elbing folgten 1860 ihrem Beispiel. Die Königsberger Landmaschinenfabrik L. Steinfurt baute Güterwagen und Reisezugwagen. 1888 erhielt die größte norddeutsche Brauerei (Ponarth) in Königsberg ihren eigenen Gleisanschluss.
Verkehrsmäßig war die Hauptstrecke der Ostbahn lange eine der wichtigsten Eisenbahnmagistralen Europas und eine der Hauptachsen des Ost-West-Verkehrs. 1881 nahm die Eisenbahndirektion Bromberg als erste in Preußen und Deutschland neben der Compagnie Internationale des Wagons-Lits den Betrieb von Schlafwagen auf. Auf der Strecke verkehrten auch internationale Schnellzüge wie der D 1 Berlin–Königsberg–Eydtkuhnen und der legendäre Luxuszug Nord-Express, dieser in seiner Blütezeit bis zum Ersten Weltkrieg. Durch den Ausbau mit Hauptbahnen und Nebenbahnen wuchs das Netz bis 1895 auf 4833 Streckenkilometer.
Zu dieser Zeit erreichten Berlin täglich sieben Ferngüterzüge aus dem deutschen Osten und im Personenfernverkehr fuhren täglich fünfzehn Züge bis Ostpreußen. 1892 wurden Durchgangszüge (D) im Deutschen Kaiserreich eingeführt; sie fuhren auch auf der Ostbahn. 1898 war die Ostbahn Pilotstrecke für Kühltransporte von ostpreußischer Butter nach Berlin.

### Reichsbahnzeit

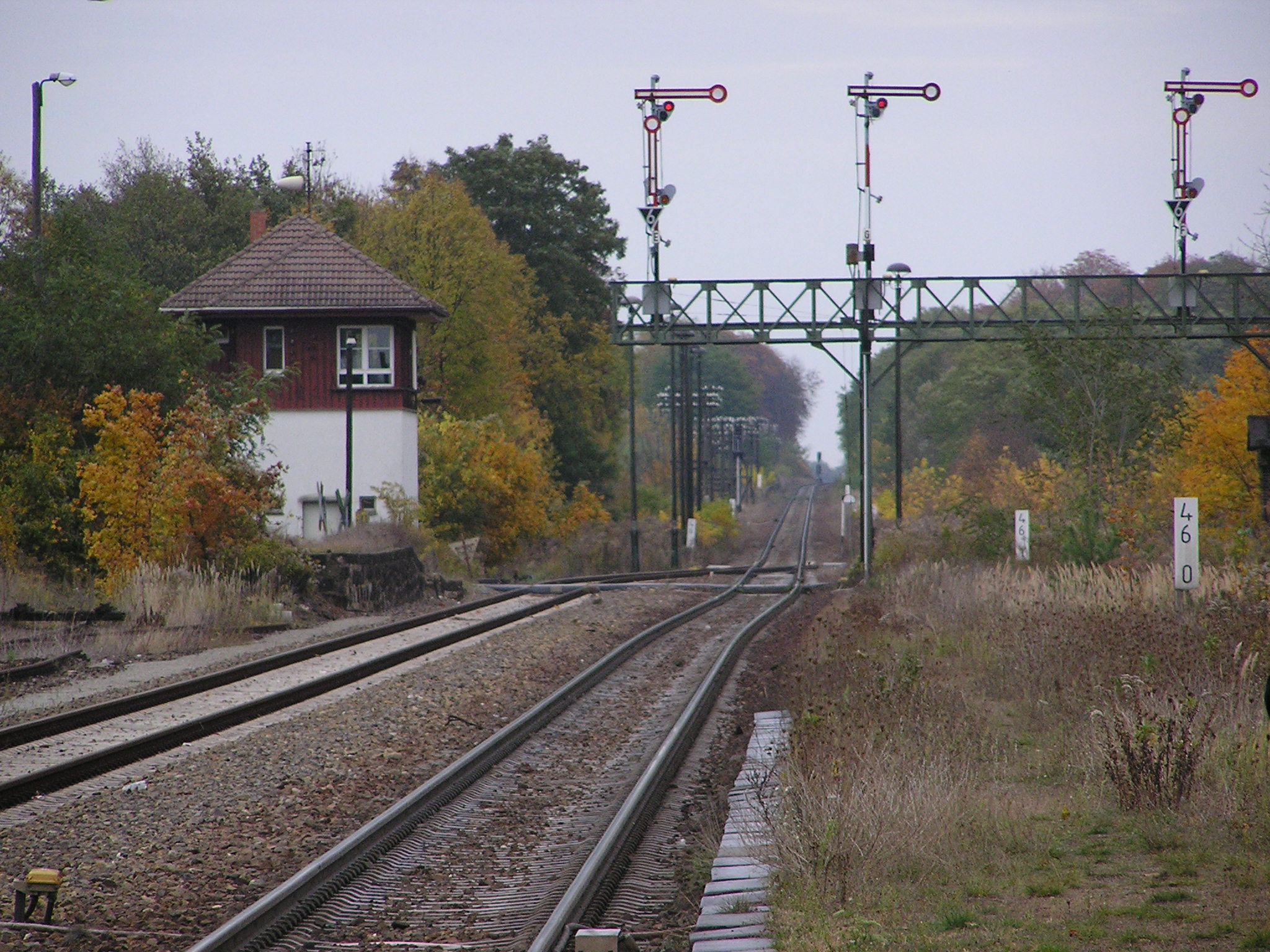
Strecke der Ostbahn bei Müncheberg (Ausfahrt Richtung Osten), 2004

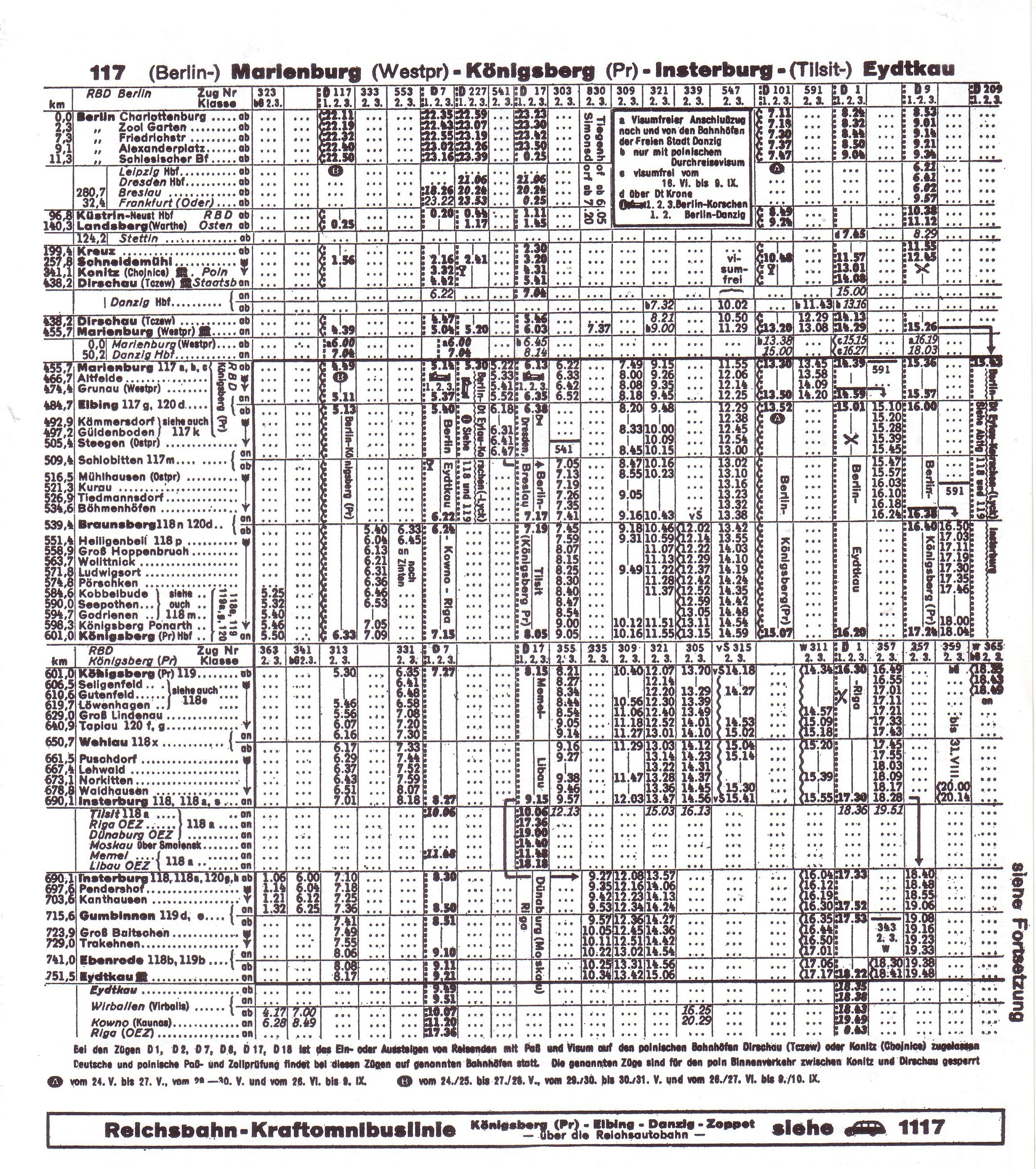
Fahrplan der Ostbahn im Winter 1938/39

Nach dem Ersten Weltkrieg gingen die Preußischen Staatseisenbahnen und damit die Ostbahn wie alle anderen deutschen Länderbahnen in der neu geschaffenen Deutschen Reichsbahn auf. Mit der Entstehung des Polnischen Korridors 1919 wurde die Ostbahnstrecke zu einer wichtigen Transitverbindung zwischen dem zur Exklave gewordenen Ostpreußen und dem übrigen Deutschland. Dagegen wurde die von 1905 bis 1909 erbaute über 1000 Meter lange stählerne Weichselbrücke bei Münsterwalde, auf Polnisch Most w Opaleniu bezeichnet, von 1927 bis 1929 abgebrochen, da in Polen keine Verwendung für eine Brücke hinüber zum ostpreußischen Marienwerder bestand.
Der Sommerfahrplan 1939 wies vier Eil-, zwölf Schnell- sowie ein Fernschnellzug-Paar Berlin–Königsberg aus. Letzteres legte die 590 Kilometer lange Strecke Königsberg–Berlin Schlesischer Bahnhof in sechs Stunden und 36 Minuten zurück.
Das Eisenbahnnetz der östlichen ehemals preußischen Provinzen hatte 1937 eine Länge von 4176 Kilometern. Am 22. Januar 1945 fuhr der letzte Zug von Königsberg nach Berlin, danach gab es bis heute keinen durchgehenden Eisenbahnverkehr mehr auf dieser Strecke.

### Nach dem Zweiten Weltkrieg
Nach 1945 wurde im Bereich der Sowjetischen Besatzungszone das zweite Gleis der Fernbahn abgebaut, nicht jedoch das der S-Bahn. Zur Zeit der DDR wurde das zweite Gleis schon deshalb nicht wieder aufgebaut, weil kein Bedarf dafür bestand.
Durch die nach der deutschen Niederlage im Zweiten Weltkrieg erfolgten Grenzverschiebungen wurde die Ostbahn einerseits zwischen Deutschland/der DDR und Polen sowie andererseits zwischen Polen und der Sowjetunion/Russland geteilt. Einige einst wichtige internationale Bahnhöfe wie beispielsweise Eydtkuhnen existieren nicht mehr oder haben nur noch eine sehr untergeordnete Rolle.
Nach dem Zweiten Weltkrieg dienten die Grenzübergänge nur noch dem Güterverkehr. Mehrere Jahrzehnte gab es weder zwischen der DDR und Polen noch zwischen Polen und der Sowjetunion öffentlichen Personenverkehr über die Ostbahn. Erst in den 1990er Jahren wurde der grenzüberschreitende Personenverkehr wieder aufgenommen. Der einzige regelmäßige internationale Fernzug seit 1945 auf dem Abschnitt der Ostbahn zwischen dem Berliner Außenring und Kostrzyn war der D448/449 „Stanislaw Moniuszko“, der von 2007 bis 2009 verkehrte und zwischen Berlin-Lichtenberg und Piła Główna die Ostbahn nutzte. Zwischen Deutschland und Polen verkehren heute ausschließlich Regionalzüge über die Ostbahn.
Im Regionalverkehr auf deutscher Seite wurden in den frühen 1990ern die Reihen 118, 772 und V100 eingesetzt. In den späten 1990ern dominierte die Reihe 132. In den frühen 2000ern wurden v. a. Diesellokomotiven der Reihe 219 eingesetzt. Von Ende 2001 bis Ende 2003 kamen zudem Cottbuser Triebwagen der Reihe 624 zum Einsatz, ehe bis zur Übernahme durch die NEB Einheiten der Reihe 628 den Regionalverkehr zwischen Kostrzyn und Berlin abwickelten.
Über den polnisch-russischen Grenzübergang bei Braniewo verkehrte ein tägliches Zugpaar, das teilweise auch Kurswagen aus Berlin über Frankfurt (Oder) führte. Nach 2010 wurde dieser Zug eingestellt.

### Stand nach 2010

#### Deutschland
Der innerhalb der jetzigen Grenzen Deutschlands gelegene Streckenabschnitt Berlin–Küstrin-Kietz–polnische Grenze ist heute eine größtenteils eingleisige, nicht-elektrifizierte Hauptbahn. Nur die Abschnitte zwischen Berlin-Lichtenberg und dem Biesdorfer Kreuz, Strausberg und Rehfelde, Trebnitz und Seelow-Gusow sowie von Küstrin-Kietz bis zur Grenze sind zweigleisig.
Im Regionalverkehr wird dieser Abschnitt im Stundentakt bedient, seit dem 10. Dezember 2006 verkehrt dort die Niederbarnimer Eisenbahn mit Dieseltriebzügen der Typen Bombardier Talent und seit 2016 mit Pesa Link. Seit dem 22. Dezember 2006 darf diese Strecke zwischen den Kilometern 75,0 und 80,7 nach über 60 Jahren wieder mit 120 km/h befahren werden.
Parallel zu den Ferngleisen verläuft von Berlin bis zum Bahnhof Strausberg eine Strecke der Berliner S-Bahn.
In den letzten Jahren wurde der Streckenabschnitt in Deutschland schrittweise modernisiert. So wurde die Infrastruktur zwischen Rehfelde und Küstrin-Kietz erneuert, einschließlich der Bahnhöfe in diesem Abschnitt. In Küstrin-Kietz wurde 2006 ein elektronisches Stellwerk errichtet, 2011 folgte ein weiteres in Müncheberg/Trebnitz. Insgesamt wurden 40 Millionen Euro investiert.
Ursprünglich war bereits 2013 geplant, ein zweites Gleis auf dem Streckenabschnitt Strausberg–Rehfelde zu errichten sowie den Regional- und S-Bahnverkehr im Bahnhof Strausberg zu entflechten. Der zweigleisige Ausbau eines drei Kilometer langen Abschnitts zwischen Strausberg und Rehfelde begann schließlich 2017, die Kosten von fast zehn Millionen Euro teilten sich das Land Brandenburg zu zwei Dritteln und die Deutsche Bahn zu einem Drittel. Der Streckenausbau ermöglichte – mit Abschluss des Umbaus des Bahnhofs Berlin Ostkreuz – eine Beschleunigung der Regionalbahnlinie RB 26 und ihre Verlängerung bis dorthin. Der Umbau des Bahnhofs Strausberg mit der Errichtung von separaten Bahnsteigen für S-Bahn und Regionalverkehr erfolgte ebenfalls im Jahr 2017.
Im Zuge des Projekts zum Umbau des Bahnhofs Berlin Ostkreuz wurde der Regionalverkehr vom Bahnhof Berlin-Lichtenberg bis dorthin verlängert. Hierzu wurden bis 2018 die Gleisanlagen in diesem Bereich modernisiert und zwei Regionalbahnsteige am Ostkreuz an den Gleisen der Ostbahn errichtet.
In Berlin-Mahlsdorf ging im Dezember 2017 ein neuer Bahnsteig für Regionalzüge in Betrieb.

#### Polen
Die Strecke ist in Polen von Kostrzyn bis Piła bis auf einen kurzen Abschnitt in der östlichen Bahnhofsausfahrt von Gorzów zweigleisig. Von Piła bis Gutowiec ist die Strecke eingleisig. Von Gutowiec bis Bogaczewo ist die Strecke wieder zweigleisig, von Bogaczewo bis zur Staatsgrenze zu Russland in Braniewo wiederum eingleisig. Von Elbląg bis Kaliningrad (Königsberg) wurde des Weiteren ein Gleis in russischer Breitspur verlegt, dieses ist von Elbląg bis Bogaczewo abgebaut und erst ab Wielkie Wierzno in Betrieb. Von Tczew bis Bogaczewo ist die Strecke elektrifiziert.

#### Russland
Der Streckenabschnitt von Mamonowo (deutsch Heiligenbeil) bis kurz vor Kaliningrad besitzt je ein Streckengleis in russischer Breit- und Regelspur. Während das Breitspurgleis auf der traditionellen Streckenführung von Westen her den Kaliningrader Südbahnhof (ehemals Königsberg Hauptbahnhof) erreicht, wird das Regelspurgleis südlich um die Stadt herumgeleitet und erreicht den Bahnhof von Osten her.

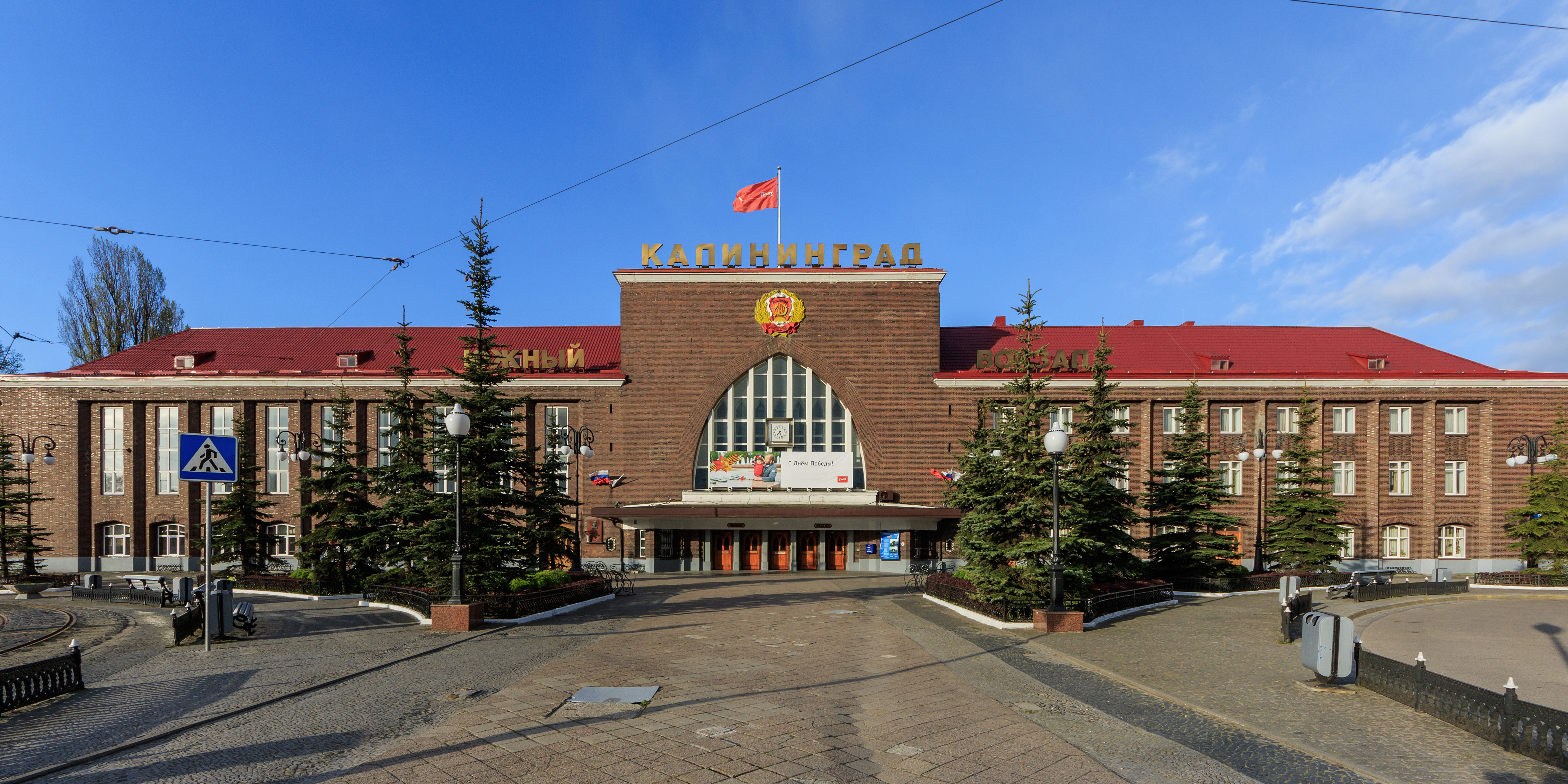
Kaliningrad-Passaschirski – der ehemalige Königsberger Hauptbahnhof

Die Strecke von Kaliningrad ins litauische Kybartai hat als Transitstrecke ins russische Kernland heute noch eine wichtige Funktion. Der Bahnhof Eydtkuhnen – heute Tschernyschewskoje – war nach dem Krieg wegen der in der Sowjetunion fehlenden Grenzkontrollen und der Nähe zum ersten Bahnhof in Litauen vollständig abgebaut worden. Nach der Auflösung der Sowjetunion nutzten die Russischen Eisenbahnen den Bahnhof Nesterow als Grenzbahnhof zu Litauen. Wegen dessen begrenzter Kapazitäten wurde in Tschernyschewskoje ein neuer Grenzbahnhof gebaut, der 2017 in Betrieb ging.

### Ausbau
Es gibt Forderungen, die Strecke auf deutschem Staatsgebiet zur Entlastung der südlich verlaufenden Bahnstrecke Berlin–Frankfurt (Oder) auszubauen und eine Verbindungskurve bei Seelow zu errichten. 2018 wurde die sog. Seelower Erklärung von einem breiten Bündnis aus Kommunen, Landkreisen, Fahrgastverbänden, Unternehmen und Parteien verabschiedet.
Am 20. Oktober 2023 beschloss der Deutsche Bundestag, das als „ABS Berlin – Müncheberg – Grenze D/PL“ bezeichnete Vorhaben in den potenziellen Bedarf des Bedarfsplans für die Bundesschienenwege aufzunehmen. Einer im November 2023 veröffentlichten Studie zufolge wird mit Baukosten in einer Höhe bis zu 1,3 Milliarden Euro gerechnet. Der Abschluss der Maßnahme soll 2036 sein.

### Unfälle
In der Zeit des Betriebs der Ostbahn durch preußische bzw. deutsche Eisenbahnverwaltungen war die Strecke wiederholt von Unfällen betroffen:
- 3. September 1907: In der Nähe des erst später angelegten Haltepunktes Herrensee entgleiste nach 23:00 Uhr ein Zug aus Insterburg und stürzte teilweise um. Die Ursache war eine mutwillig gelöste Schiene.[22]

- 8. Oktober 1916: Zum Schnellzug D 24 von Eydtkuhnen nach Berlin verkehrte ein Vorzug. Dessen Lokomotive blieb mit einem Schaden bei Landsberg (Warthe) liegen. Um den nachfolgenden Hauptzug D 24 nicht aufzuhalten, stellte ein Blockwärter das den ersten Zug deckende Signal vorzeitig auf „Fahrt frei“. Der Hauptzug fuhr auf den Vorzug auf. Dabei starben 12 Menschen, 15 weitere wurden verletzt.[23] Die Preußische Staatsbahn rief daraufhin gegenüber ihren Bediensteten die bei Liegenbleiben eines Zuges zu beachtenden Maßnahmen in Erinnerung.[24]

- 30. Juli 1918: Die gebrochene Kolbenstange einer Dampflokomotive beschädigte bei Zantoch das Gleis der Gegenrichtung, das gerade der D 22 befuhr. Der Schnellzug entgleiste, fünf seiner Wagen wurden gegen den Güterzug geschleudert und fingen Feuer. Mindestens 40 Menschen starben, 43 wurden darüber hinaus verletzt.[25][26][27]

- 11. September 1918: Ein Güterzug und ein Sonderzug, der Kinder beförderte, stießen bei Schneidemühl zusammen. 35 Menschen starben, 18 weitere wurden verletzt.[25][28]

- 20. Januar 1920: Beim Anschlag von Schneidemühl lösten drei Täter die Verschraubung der Schienen und brachten einen Güterzug zum Entgleisen. Ein nachfolgender Schnellzug fuhr in die Trümmer. Der Anschlag forderte 18 Tote und 20 Verletzte. Die Attentäter wurden gefasst.

- 1. Mai 1925: Zwischen Swarożyn (Swaroschin) und Starogard Gdański (Preußisch Stargard) entgleiste der Korridor-Schnellzug Insterburg–Königsberg–Berlin im polnischen Abschnitt der Ostbahn, dabei starben 29 Menschen. → Hauptartikel: Eisenbahnunfall von Starogard Gdański

- 16. März 1939: Bei Müncheberg stießen bei zeitweise eingleisigem Betrieb ein Eilzug nach Berlin und ein Personenzug nach Schneidemühl frontal zusammen. Der Lokomotivführer des Personenzugs wurde getötet und 66 Personen, darunter der Zugführer des Eilzuges und der Heizer des Personenzuges, zum Teil schwer verletzt. Ursache der Kollision waren ein technischer Defekt an der Blockeinrichtung und ein unrechtmäßig ausgegebener Befehl an den Lokführer des Eilzuges.[29]

- 3. Mai 1941: In Gusow fuhr eine Rangierfahrt einem einfahrenden Zug in die Flanke, was 16 Tote und 45 teilweise schwer Verletzte forderte.[29]

- 24. Juni 1942: In Werbig fuhr eine unbemannte Lok auf einen haltenden Personenzug auf. Zehn Tote und 23 Verletzte waren zu beklagen.[29]

- 18. Januar 1944: Nach einem Fehler des Fahrdienstleiters fuhr der D 52 auf einen stehenden Personenzug auf. 56 Menschen starben, 159 wurden darüber hinaus verletzt. → Hauptartikel: Eisenbahnunfall von Müncheberg (1944)

## Weitere Strecken der Ostbahn

### Zweigstrecken

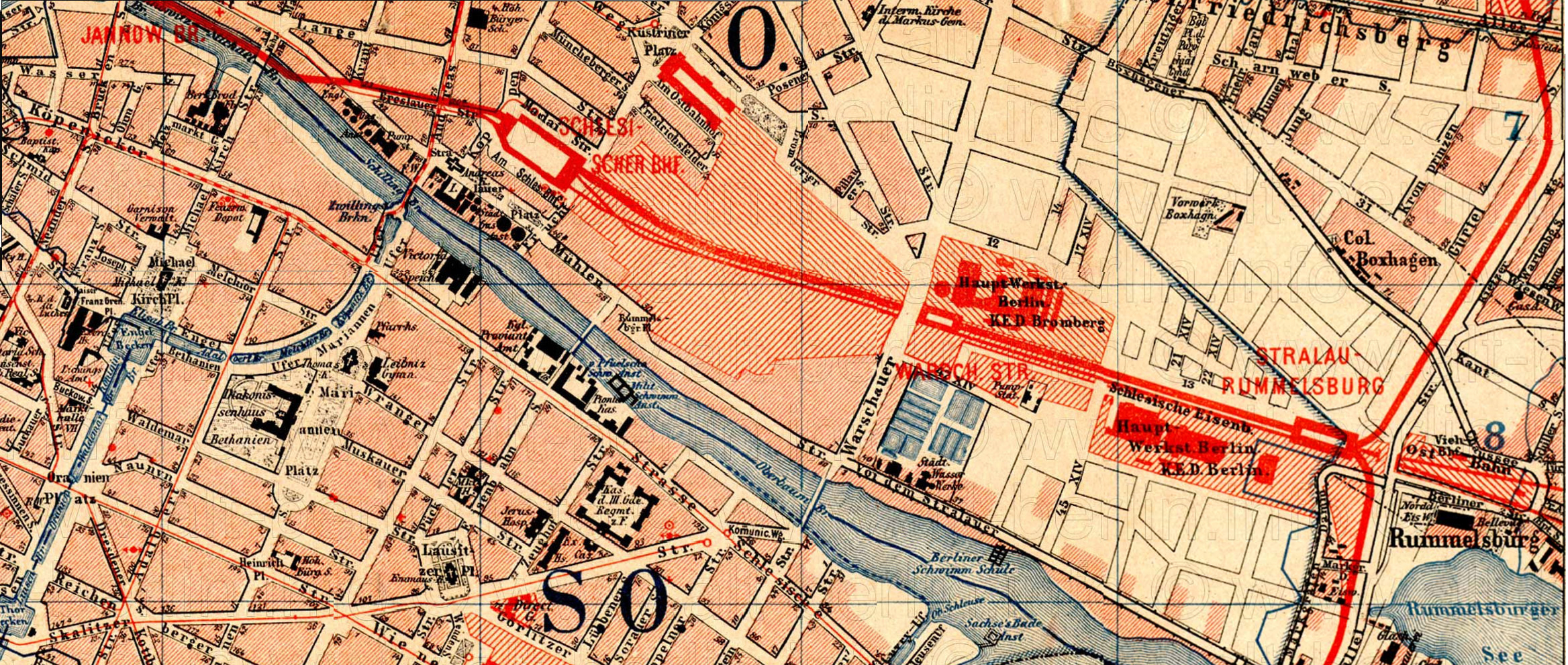
Auf der Karte von 1893 ist der Schlesische Bahnhof, nordöstlich davon der aufgegebene frühere Ostbahnhof, rechts die „Hauptwerkstatt Berlin“ der KED Bromberg und ab dem Bahnhof Stralau-Rummelsburg der Abzweig der Ostbahn zu sehen

Als eine bedeutende Zweigstrecke wurde die 290 Kilometer lange Verbindung Thorn–Insterburg in den Jahren 1871–1873 angelegt, nachdem Thorn schon 1861 mit Bromberg verbunden war.
Die 1846 gegründete Stargard-Posener Eisenbahn-Gesellschaft (SPE) baute eine 170 Kilometer lange eingleisige Hauptbahn, die die beiden Provinzhauptstädte Stettin und Posen verband. Die Strecke kreuzte sich am Bahnhof Kreuz mit der Hauptstrecke der Ostbahn. Weil die Erträge des Unternehmens in der Anfangszeit nicht den Erwartungen entsprachen, griff der Staat ein und unterstellte die SPE 1851 der Königlichen Direktion der Ostbahnen in Bromberg und 1857 der ebenfalls zeitweise vom Staat verwalteten Oberschlesischen Eisenbahn. Als endgültiges Datum der Verstaatlichung werden der 1. Januar 1883 und der 1. Juli 1886 genannt, obwohl die Aktiengesellschaft  noch weiter bestand.
Weitere wichtige Strecken der Ostbahn waren:
- Danzig–Neufahrwasser (1867)
- Fredersdorf–Rüdersdorf (1872)
- Neustettin–Wangerin (1877, Pommersche Centralbahn)
- Neustettin–Konitz (1878, Pommersche Centralbahn)
- Neustettin–Belgard (1878)
- Neustettin–Zollbrück–Stolpmünde und Zollbrück–Rügenwalde (1878)
- Schneidemühl–Posen (1879)
- Schneidemühl–Neustettin (1879)
- Laskowitz–Graudenz–Jablonowo (Querverbindung der Strecken Bromberg–Königsberg und Thorn–Insterburg, 1878/79)
- Insterburg–Goldap–Lyck (1878/79)

### Berliner Vorortstrecke

Die Berlin-Karte von 1897 weist die Strecken der Ostbahn und der Niederschlesisch-Märkischen Bahn aus

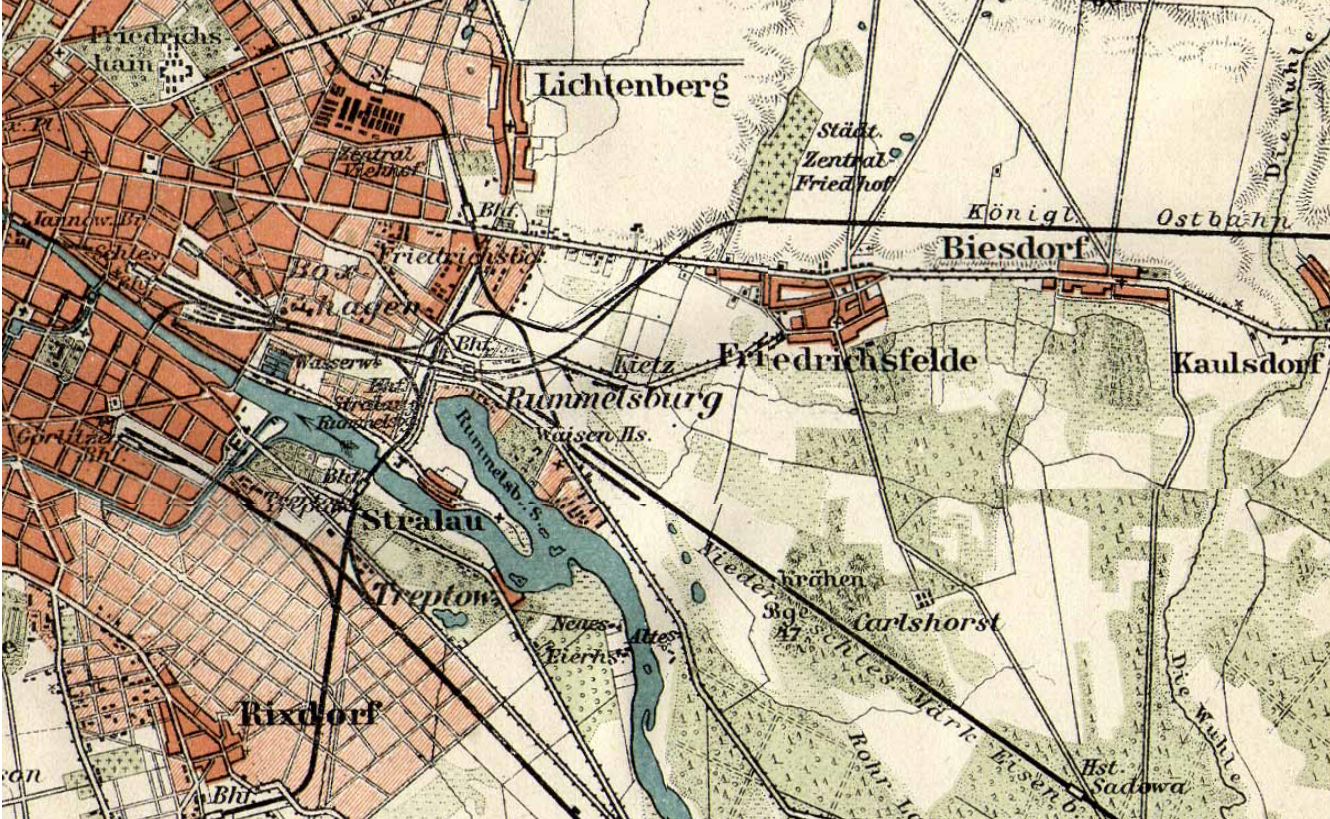
Strecke in Berlin, 1894

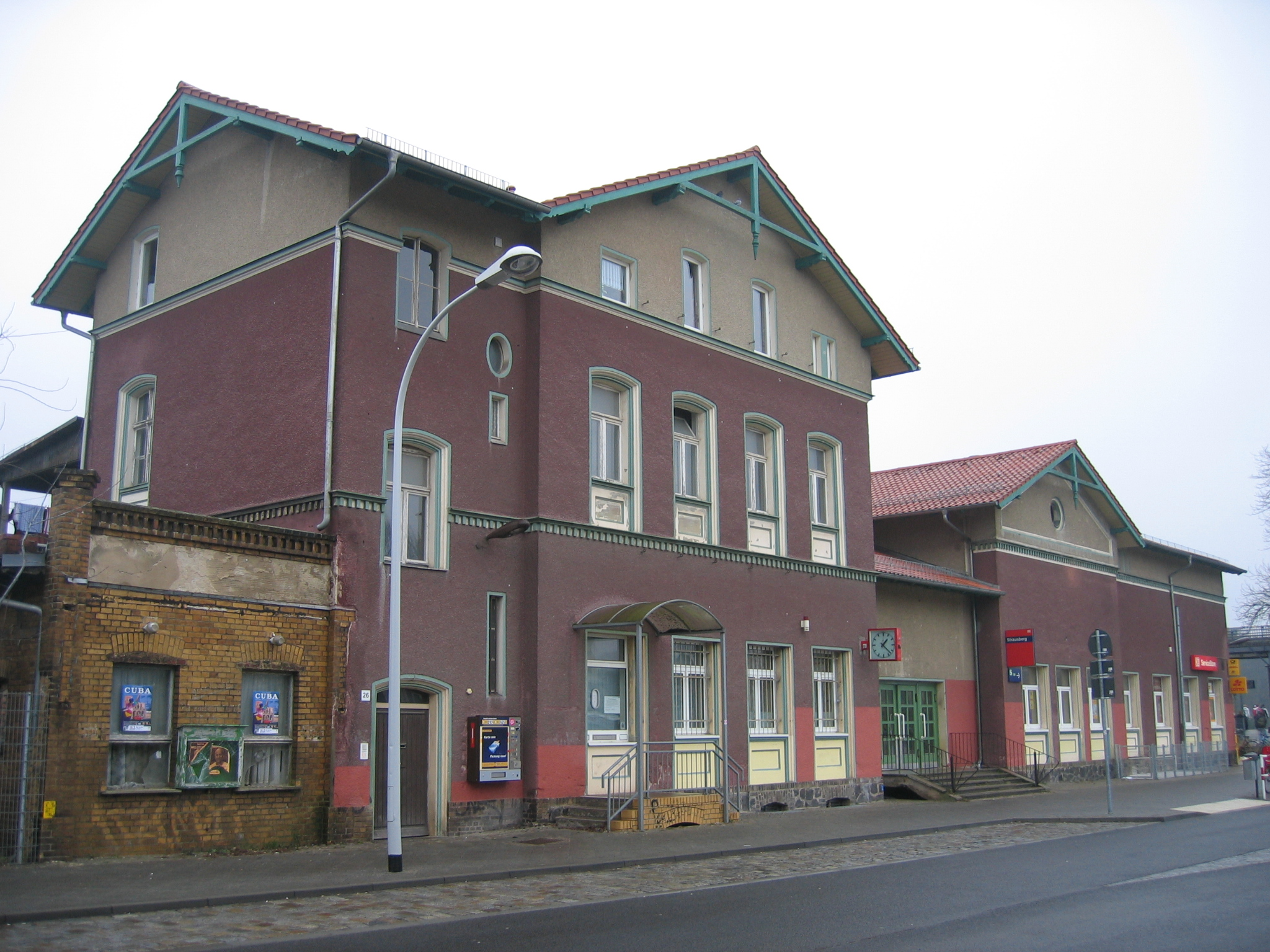
Bahnhof Strausberg, 2008

Während sich der Verkehr im Osten meist auf die Fernverbindungen beschränkte, begann in Berlin der Ausbau der Strecke. Zunächst wurde die Strecke ab der Kreuzung mit der 1871 eröffneten Berliner Ringbahn in die Niederschlesisch-Märkische Eisenbahn (aus Frankfurt/Oder kommend) eingefädelt. Von dort aus ging es über den Schlesischen Bahnhof zur Berliner Stadtbahn weiter ins Zentrum und zu den Strecken gen Westen. Kurz hinter der Ringbahn kam von dieser nördlich der Trasse ein weiteres Gleispaar für die Vorortzüge die unabhängig von der Ferntrasse geführt wurde.
Da für die beiden Fernstrecken je ein eigenes Vorortgleis vorgesehen war, hätte sich die Ausfädelung der Ostbahn aus der Niederschlesisch-Märkischen Bahn zu einem betrieblichen Engpass entwickelt. Der Platz hätte an der Kreuzung mit der Ringbahn nicht mehr ausgereicht, sodass die Fernbahn erst zwei Kilometer weiter beim Rummelsburger Betriebsbahnhof kreuzungsfrei aus der Strecke nach Frankfurt ausfädelt. Von dort aus führt sie nach Nordosten und stößt kurz vor Kaulsdorf auf die Stammstrecke. Der Bahnhof erhielt einen weiteren Bahnsteig für diese 1901 eröffnete, VnK-Strecke genannte Verbindung. VnK hatte hierbei mehrere Bedeutungen, die gängigsten waren Verbindung nach Kaulsdorf bzw. Küstrin oder von und nach Kaulsdorf bzw. Küstrin. Der alte Bahnsteig wurde dem Vorortverkehr überlassen der auf der ursprünglichen Strecke bis zur Ringbahn verkehrte. Hinter dieser erfolgte die Verknüpfung mit den Vorortgleisen der Stadtbahn. Zwischen den Ferngleisen und den Stadtbahngleisen erhielt die Frankfurter Strecke 1903 ebenfalls ihr eigenes Vorortgleispaar. Da dieses ebenfalls niveaufrei in die Stadtgleise geführt werden sollte, konnte erst eine Verknüpfung am Schlesischen Bahnhof erfolgen.
Befand sich am Kreuz mit der Ringbahn nur für das Stadtgleispaar ein Bahnhof, wurde die gesamte Anlage 1903 umgebaut. Die beiden Ost-West-Strecken und die Ringbahn erhielten je einen Bahnsteig für den Vorortverkehr. Damit entwickelte sich dieser Halt mit Namen Stralau-Rummelsburg zu einem der größten Bahnhöfe in Berlin. 1933 erfolgte die Umbenennung in Ostkreuz.
Mitte der 1920er Jahre begann die umfangreiche Elektrifizierung der Berliner Vorortstrecken. Die Ostbahnstrecke wurde dabei bis zum 6. November 1928 für den elektrischen Betrieb umgerüstet. Der Mischbetrieb mit Dampfzügen dauert noch bis Januar 1929 an. Am 15. Dezember 1930 wurde der Verkehr der seit dem 1. Dezember 1930 als „S-Bahn“ bezeichneten Vorortzüge um eine Station bis Mahlsdorf verlängert. Dort fand der Anschluss zu den Dampfzügen statt, der Kaulsdorfer Fernbahnsteig wurde dagegen abgetragen.
Die Germania-Planungen der Nationalsozialisten sahen einen umfangreichen Ausbau der Strecke vor. Die S-Bahn sollte bis Strausberg beziehungsweise Rüdersdorf südlich der Strecke verlängert werden. Bis zur Berliner Stadtgrenze bei Mahlsdorf sollte ein weiteres Gleispaar für eine Fern-S-Bahn gebaut werden. Da die Ostbahn auf Grund ihrer Ausrichtung eine strategisch wichtige Strecke war, dauerten die Arbeiten trotz des Zweiten Weltkriegs an. 1944 konnte die überwiegend eingleisige Vorortstrecke bis Strausberg in Betrieb genommen werden. Der Verkehr wurde mit Dampfzügen durchgeführt. Der elektrische Betrieb erfolgte erst zwischen 1947 und 1948 in vier Schritten. Die S-Bahn-Strecke wurde in den Folgejahren über eine neu angelegte Stichbahn weiter nach Strausberg Nord verlängert
1989 wurde am Kreuzungspunkt mit der auf der VnK-Strecke verlängerten U-Bahn-Linie E der Bahnhof Wuhletal in Betrieb genommen. Zwischen S- und U-Bahn ist seitdem ein in Berlin einzigartiger bahnsteiggleicher Umstieg möglich. 1992 folgte zwischen Mahlsdorf und Hoppegarten der S-Bahn-Haltepunkt Birkenstein. Gleichzeitig ging auf diesem Abschnitt das zweite Streckengleis in Betrieb.